# ولاية المغير
ولاية المغير هي ولاية جزائرية تقع في جنوب شرق الجزائر، على مستوى شمال الصحراء تحمل عاصمتها نفس الاسم: بالعربية (المغير) و بالأمازيغية (ⵎⵖⴰⵢⵢⵔ) و باللاتينية (El-Meghaier).
لقبت بأربع مسميات و ألقاب رسمية عبر تأسيسها و مرورها بعدة حقب فأطلق عليها:
• رياض النخيل وهو اسم للمغير منذ 1851م بعد سقوط مقاومة أحمد باي في الشرق الجزائري وهجرة عرب بنو سليم و بنو هلال لها وتعميرها نتيجة سياسة التهجير التي طبقها المستدمر الفرنسي، حيث أقام بها أحمد باي ثلاثة أيام بعد سقوط مقاومته  نظرا لصلة القرابة التي تربطه بالمنطقة. حكمت عائلة بني قانة المغير على غرار بسكرة و تقرت خلال فترة المقاومات الشعبية و نصب الحاج أحمد بن بوعزيز قائد مشيخة العرب بالمغير ويعتبر أحد أكبر مشايخ عرب صحراء الجزائر الشرقية مالًا وجاهًا من أخوال الشيخ أحمد باي.
• الزيبان الصغرى والأصل في الاسم ذكره المؤرخَيْن ياقوت الحموي في معجم البلدان وابن خلدون في مقدمته تحت اسم "الزاب الصغير" واصفين المغير و ضواحيها أنها تجمع قرى و عدد من النخيل لا يحصى. و اشتهر اللقب أكثر عندما كانت تابعة لولاية بسكرة فهي عبارة عن جزء من الزيبان تتميز بشعاب صحرواية وسهوب ووديان بالإضافة لعانات صغيرة (جبال منخفضة الارتفاع).
• جوهرة وادي ريغ لقب أطلق على المغير لأنها تتوسط منطقة ريغ بين بسكرة وتقرت. حيث تعتبر همزة وصل و طريق حضاري بين منطقة الزاب و الصحراء الكبرى.
• واحة الينابيع و هو لقب تميزت به المغير لكثرة الينابيع المائية متنوعة الأعماق في واحات نخيلها، فهي محل ترابط و انسكاب لوديان عديدة و بحيرات كبيرة. حيث تم إصدار أول ينبوع مائي ضخم ذو مياه عذبة بها عام 1892 و سمي "العين الخضراء" من أكبر الآبار بالعالم في تلك الفترة، تعتبر المغير حاليا من أغنى المناطق بالمياه الجوفية و المسطحات المائية في الجزائر.

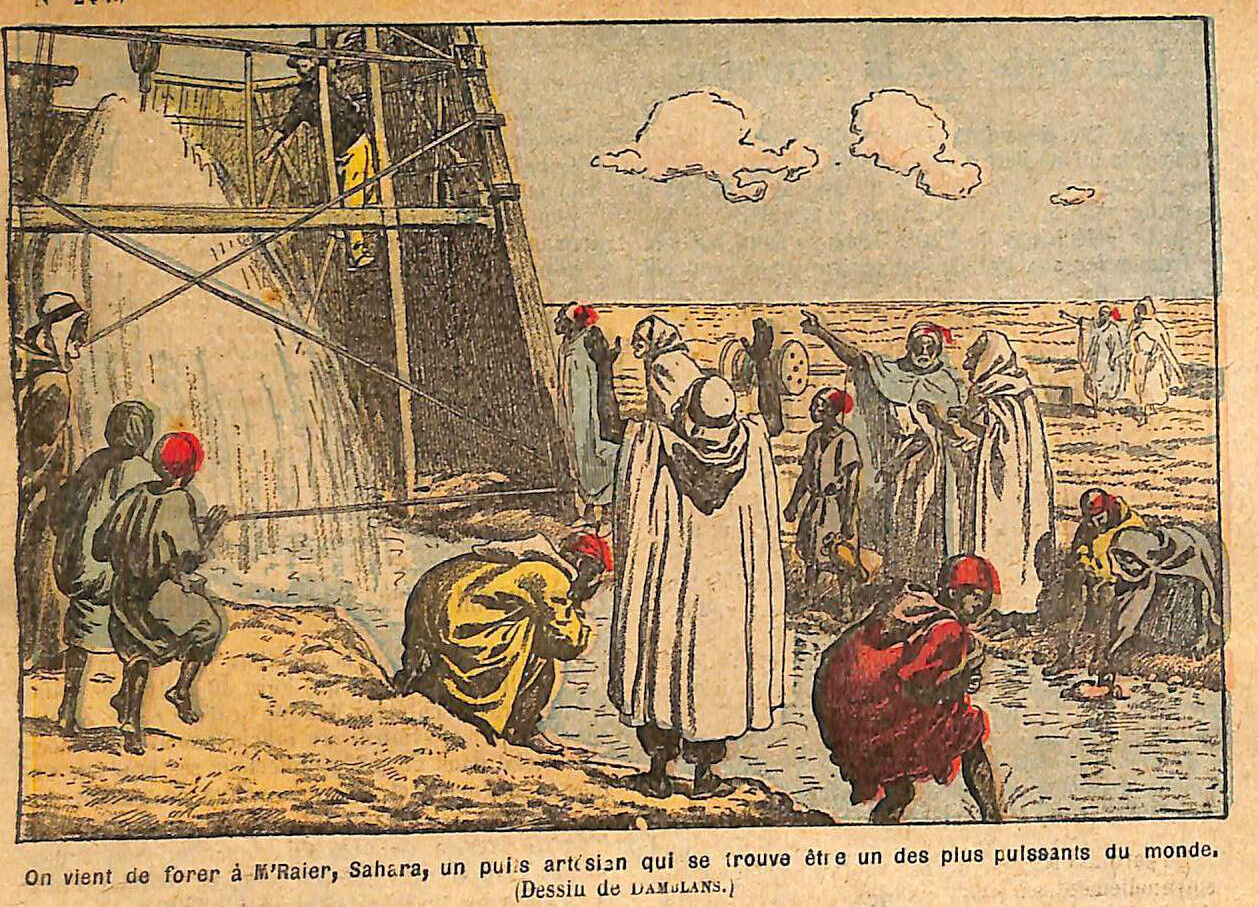
ولاية المغير واحة الينابيع (لوحة فنية تجسد عرب صحراء المغير الجزائرية أمام ينبوع مائي عذب) للرسام DAMBLANS.

## التعريف بالولاية
المغير، هي ولاية جزائرية تقع في الجنوب الشرقي للجزائر، تحمل عاصمتها نفس الاسم المغير، يقع مركز الولاية بمدينة المغير. تم ترسيمها كولاية مستقلة في 18 ديسمبر 2019 بعدما كانت ولاية منتدبة لمدة 5 سنوات. تم استحداثها كبلدية إبان الاستعمار الفرنسي سنة 1945 وكدائرة في التقسيم الإداري سنة 1974 وقد كانت تابعة لولاية بسكرة ثم لولاية الوادي ويرجع تاريخ إنشائها إلى 1848م.
تضم ثمانية بلديات كبرى وهي: المغير - أم الطيور- جامعة - سيدي عمران - سيدي خليل - اسطيل - تندلة - المرارة.
المغير، هي جزء من منطقة واد ريغ و امتدادٌ له من الجهة الشمالية، توجد بها مواقع تعود لفترات ما قبل التاريخ، شاهدة على ان استقرار البشر هنا منذ العصور القديمة. يذكر المؤرخون بأن المنطقة كانت ممرا حيويا للقوافل التجارية نحو الشمال و العابرة للصحراء والجنوب الشرقي، و بقيت كذلك أثناء الفتوحات الإسلامية. أثناء حكم دولة الخلافة العثمانية في الجزائر امتد حكمها إلى الجنوب بما في ذلك وادي ريغ، وعند دخول الاحتلال الفرنسي للجزائر وخلال عمليات التوسع التي باشرت بها الجيوش الفرنسية توغلت في إقليم المغير، و قد تأثر النشاط النضالي هنا بالثورات الشعبية الرافضة للمحتل و التي كانت بالشمال والجنوب مثل منطقة الزيبان و ورجلان.

## موقع الجغرافي للمغير
تتربع الولاية على مساحة 8835 كيلومتر مربع. يحدها شمالاً ولاية بسكرة وشرقاً ولاية وادي سوف ومن الغرب ولاية أولاد جلال ومن الجنوب ولاية تقرت وورقلة، ويمر عبرها الطريق الوطني رقم 3 الذي اكسبها موقعا استراتيجيا فلقبت بجوهرة منطقة وادي ريغ لأنها تتوسط المنطقة، حيث تزدهر واحات النخيل وسط الرمال وعلى ضفاف البحيرات وتتألق عراجين التمور تحت الشمس، وترتسم تضاريسها في انسجام طبيعي يمنحها عدة خصوصيات.

## التسمية
ارتبط أصل تسمية المغير بثلاث روايات حسب المعجم الطوبونيمي الجزائري الذي صدر عن المجلس الأعلى للغة العربية، الأول يقول أنها من أصل قبيلة مغر ثم تحرفت الكلمة إلى المغير عندما أضيف لها الياء و الألف و اللام. و الثاني يقول أنها مستمدة من الغور و هو كل منخفض في الأرض و غور كل شيء هو عمقه وبعده، و هذان القولان ضعيفان إلى حد ما. أما القول الثالث و الأرحج أن التسمية أطلقها مجموعة من الحجيج لحلف عربي من بني سليم وهلال خلال رحلة قافلتهم إلى بيت الله حيث ضلت قافلتهم الطريق بمنطقة المغير ضواحي مدينة رام الله في فلسطين فاستقبلهم أهلها بحسن الضيافة و الكرم و اشترطوا منهم العودة بعد تأدية مناسك الحج، شاءت الأقدار عند عودة الحجيج إلى قرية المغير الفلسطينية بعد رحلة الحج فتوفيت عندهم زوجة أحد الرجال قادة الرحلة له شأن و مكانة بين الأعراب. وبعد وصول الحجيج العرب لمنطقتهم بالجزائر أطلقوا اسم المغير على مضارب خيامهم في ذلك الوقت، فسميت بالمغير.

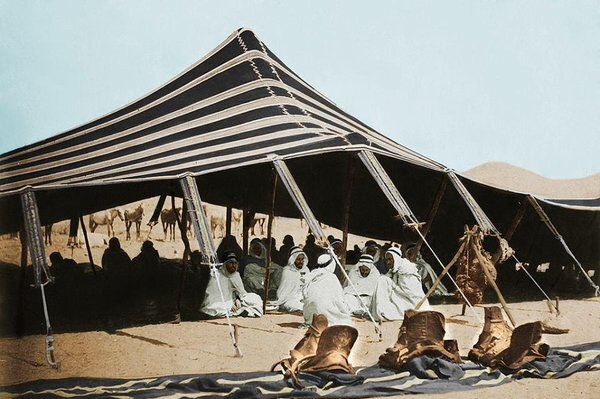
صورة ملتقطة عن لوحة زيتية تجسد فرسان قبائل العرب القيسية العدنانية تحت خيمة وبجانبها سروج خيولهم سنة 1880 بمنطقة المغير للرسام Jean Geiser.

## الموقع
تقع ولاية المغير في شرق الجزائر ويحدها من الشمال ولاية بسكرة ومن الشرق ولايتي الوادي وتقرت ومن الجنوب ولايتي تقرت وورقلة ومن الغرب ولاية أولاد جلال.

## المناخ
مستوى انخفاض المغير يقدر بـ 40- متر تحت سطح البحر حيث تقع في شمال الشرقي للصحراء الجزائرية، يوجد بها أكبر شط في الوطن وهو شط ملغيغ و شط مروان إضافة إلى وادي الخروف دائم الجريان. تستحوذ المنطقة على أكبر مخزن للمياه الجوفية في الجزائر ما جعلها في نفس الوقت منطقة شبه جافة وغنية بالمياه الباطنية فأطلق عليها لقب واحة الينابيع. تتميز بتربة خصبة صالحة لزراعة العديد من الخضر والفواكه بالإضافة إلى زراعة النخيل في كل مناطقها. المغير منطقة شبه جافة حسب دراسة لمدة عشر سنوات وفقا لسلم التساقط والحرارة حيث يبلغ معدل التساقط سنويًا 70 ملم أو يفوق كما تتميز بمناخ حار صيفا وبارد في شتاء بدرجة حرارة عمومًا تصل إلى 35°.

## تضاريس المنطقة
تتنوع التضاريس في الولاية من شمالها إلى جنوبها، فتتنوع التربة والنباتات والتضاريس، فشمالها وبالتحديد بلدية المغير وأم الطيور و اسطيل تتميز بسهولها الصالحة للزراعة الموسمية و بكثرة أوديتها الكاذبة التي تسيل في الأيام الماطرة فتخصب تربتها و ربما تفيض فتحدث فياضانات غير متوقعة و كذلك الأمر في منطقة المرارة.
غير أن أهم ما يميز الولاية، المناطق الرطبة والمتمثلة في البحيرات والشطوط والوديان على غرار بحيرة عياطة ببلدية سيدي عمران والمصنفة ضمن اتفاقية رامسار للمناطق الرطبة، وبحيرة لالة الزهرة بوغلانة ببلدية جامعة، بحيرة سيدي اخليل، قناة واد ريغ والتي تمتد من منطقة القوق ببلدية بلدة عمر بولاية تقرت إلى المغير على مسافة تزيد عن 120 كلم … ومن بين أضخم تضاريسها شط مروان أو شط ملغيغ و هو عبارة عن بحيرة مياه مالحة موسمية(شط) تتجمع وسط حوض طبيعي مغلق و هو يمثل الجزء الغربي من سلسلة منخفضات تمتد من خليج قابس بتونس إلى وسط الصحراء الجزائرية و التي نشأت بين العصرين الميوسيني و البليستوسيني الحديث نتيجة للضغط المصاحب لتشكل جبال الأطلس. ويعتبر ثاني أكبر بحيرة في الجزائر بعد شط ملغيغ المحاذي له شرق الطريق الوطني رقم 48. كما تعد المغير أكثر المناطق انخفاضا في الجزائر تحت سطح البحر (شط مروان) ب 40-م . يبعد هذا الشط عن وسط مدينة المغير ب9 كم، يعتبر مصدرا للأبحاث العلمية في مختلف الميادين الجيولوجية و البيولوجية و البيئية و موردا أولا في إنتاج الملح في الجزائر.

## التنظيم الإداري

### التقسيم الإداري
تنقسم ولاية المغير إلى 8 بلديات (المغير، أم الطيور، جامعة، سيدي عمران، اسطيل ، سيدي خليل، تندلة، المرارة) وفروعا بلدية منها ما يعادل بلديات (البعاج، نسيغة، المهدية، عين الشيخ، دندوقة، طرفاية صالح، الأغفيان، البارد، مازهر الزاوية، علوشة، تقديدين، شمرة، تمرنة، منصورة، عين الشوشة، سيدي يحي، العبادلية، وغلانة، البرقاجية، زريق، النبش). ودائرتين هما المغير وجامعة.

### الدوائر
تضم ولاية المغير دائرتين كبيرتين هما المغير وجامعة، كما هناك بلديات بمصاف دوائر وهي: أم الطيور، سيدي عمران، سطيل، سيدي خليل، تندلة، المرارة.

### البلديات
المغير: وتضم الفروع البلدية نسيغة، المهدية، دندوقة، طرفاية صالح، زريق، النبش.
جامعة: وتضم الفروع البلدية مازهر الزاوية، تقديدين، وغلانة، سيدي يحي.
أم الطيور: تضم الفرع البلدي البعاج.
تندلة: تضم الفرع البلدي الأغفيان.
سيدي خليل: تضم الفرع البلدي عين الشيخ.
سيدي عمران: تضم الفروع البلدية شمرة وتمرنة ومنصورة و عين الشوشة.
سطيل: تضم بلدية سطيل فقط.
المرارة: تضم المرارة، العبادلية.

## التعليم
تتكون الولاية حسب معطيات مديرية التربية على أزيد من 19 ثانوية و 40 متوسطة و 89 ابتدائية. و كذا جامعة التكوين المتواصل والمعاهد الوطنية المتخصصة في التكوين المهني كما قررت مديرية الثقافة انشاء المعهد الوطني للموسيقى والفنون الجميلة ومركز التكوين عن بعد و صرحت وزارة التعليم العالي مؤخرا انشاء المركز الجامعي بالمغير. تحتوي ولاية المغير أيضا على المعهد التقني لتنمية الزراعة الصحراوية بالأغفيان (ITIDAS).

## الاقتصاد

### الفلاحة والزراعة
تتربع المغير على مساحة شاسعة من النخيل فهي الزيبان الصغرى حيث تعتبر موردا للتمور والخضر والحبوب بفضل خصوبة الأرض خاصة في منطقة البرقاجية وأم الطيور والمرارة وعين الشيخ، ووفرة المياه.

#### تربية المواشي
تعتمد المغير من خلال ارتباطها الوثيق بالزاب الغربي أولاد جلال حيث تتمحور على الرعي في سهوبها الغنية بالأعشاب والحشائش وتربية الغنم والماعز من سلالات أولاد جلال وتربية الإبل حيث تقدر الثروة الحيوانية بـ1.136.000 رأس بمختلف أنواعها.

#### تربية الدواجن
في كثير من المزارع منطقة البرقاجية يقوم الفلاحون بتربية الدواجن وبيعها في الأسواق كما ينتظر الاستثمار في مذابح الدواجن.

### الصناعة
تحتوي المغير على شركة صناعة الهياكل المعدنية باتيسيم، كما تحتوي على أكبر مورد للملح في الجزائر من خلال شط ملغيغ أو كما يسمى شط مروان و توجد به الشركة الوطنية للأملاح.

### التجارة
أكسب المغير موقعها الاستراتيجي الذي يلقيها بين نشاطات السكك الحديدية كالقطار التجاري الرابط بين تقرت وقسنطينة وسكيكدة مرورا بالمغير، كما أكسبها الطريق الوطني رقم 3 حركة تجارية في الأسواق اليومية فسوق السبت للألبسة، الأحد للخضر والفواكه، الاثنين للتجارة المتعددة خاصة الصناعية، الثلاثاء للتجارة الداخلية والأروقة والأربعاء للسيارات، والخميس لتجارة المتعددة.

## النقل والمواصلات

### النقل البري
السكك الحديدية القطار السريع كوراديا لنقل المسافرين الرابط بين تقرت وقسنطينة والرابط بين تقرت والجزائر العاصمة مرورا بالمغير.
الطريق الوطني رقم 3 دائم الحركة والنقل في جميع أنحاء الجزائر وفي أي وقت حيث تعتبر المغير همزة وصل بين الشمال الشرقي والغربي بمنطقة المحروقات ورقلة وحاسي مسعود.

### النقل الجوي
- مطار محمد خيضر بسكرة على بعد 120 كم وهو الأكثر استعمالا لسكان المنطقة.
- مطار الوادي بقمار على بعد 180كم.
- مطار تقرت على بعد 100كم.

## شبكة طرقات ولاية المغير

### الطرق الوطنية
- الطريق الوطني رقم 3 من بلدية سطيل شمالا مرورا بالمغير إلى بلدية سيدي عمران جنوبا.
- الطريق الوطني رقم 46 غربا المؤدي لولاية أولاد جلال والجزائر.

## السياحة

### مهرجانات الولاية
تنظم ولاية المغير سنويا مجموعة من المهرجانات التي تتميز بالطابع التقليدي الثقافي كما تنظم ملتقيات علمية وأدبية موسميا في المتحف البلدي وقاعة الرياض ودور الشباب ومن بينها:
• مهرجان عكاض للشعر العربي سنويا
• مهرجان احتفالية يوم الشهيد 18 فبراير
• مهرجان الفروسية عيد الاستقلال 5 يوليو سنويا
• مهرجان التشجير المصادف لعيد النصر 19 مارس سنويا
• مهرجان معرض التمور والفلاحة 1 نوفمبر بمناسبة اندلاع الثورة سنويا

## الثقافة
عاداتها شبيهة إلى حد كبير مدينة بسكرة في اللهجة والمأكولات واللباس التقليدي والفن.

### الصناعة والحرف التقليدية
تهتم منطقة المغير بصناعة الحلي الفضي والخزف والزرابي والصناعات التقليدية كالأطباق والأكسيسوارات، والبنادق والفروسية والبارود.

### الزي التقليدي
لها نوعان من الزي التقليدي الأصلي فعرب الغرابة (سلمية ورحمان)عند أهل المغير النساء عندهم يرتدين الزي الأبيض أو كما يسمى الملحفة المغيرية العربية التي تتزين بالحلي الفضي والخلخال وعقود العنبر فهي شبيهة لعادات بسكرة شكلا ومضمونا، كما يكون عند الحشاشة (الرواغة) عند النساء زي يسمى الباخمار وهو زي شبيه بالملحفة ولكن أسود ومزركش بأشرطة ملونة صفراء وبرتقالية ووردية... ويلبسون معها الفضة ويقومون بتغطية الوجه برداء أحمر. أما عند الرجال الزي التقليدي موحد وهو القشابية والعمامة والبرنوس ويهتمون بالبنادق والبارود.

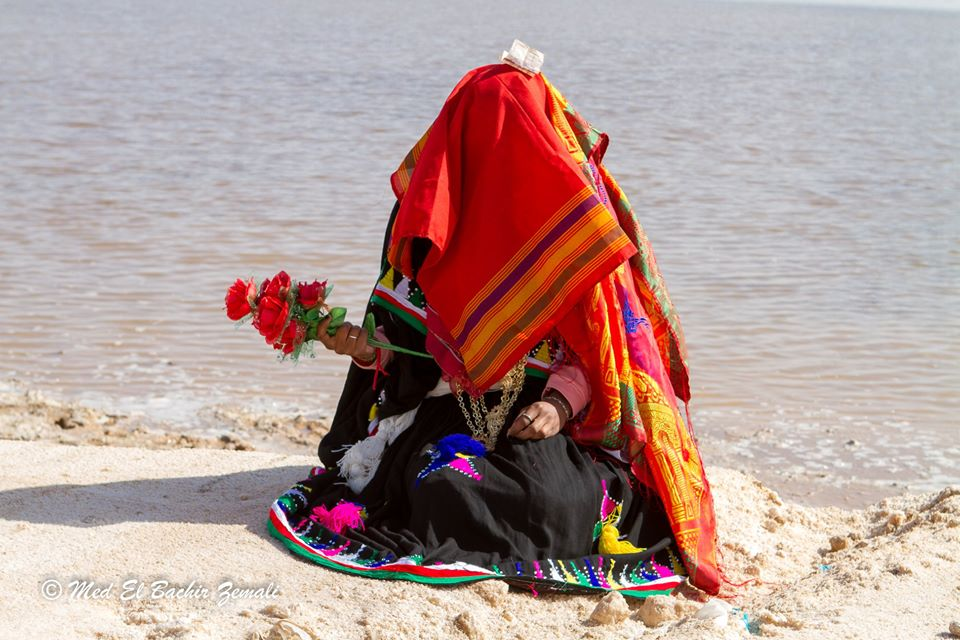
"الباخمار" زي تقليدي حشاني لنساء المغير
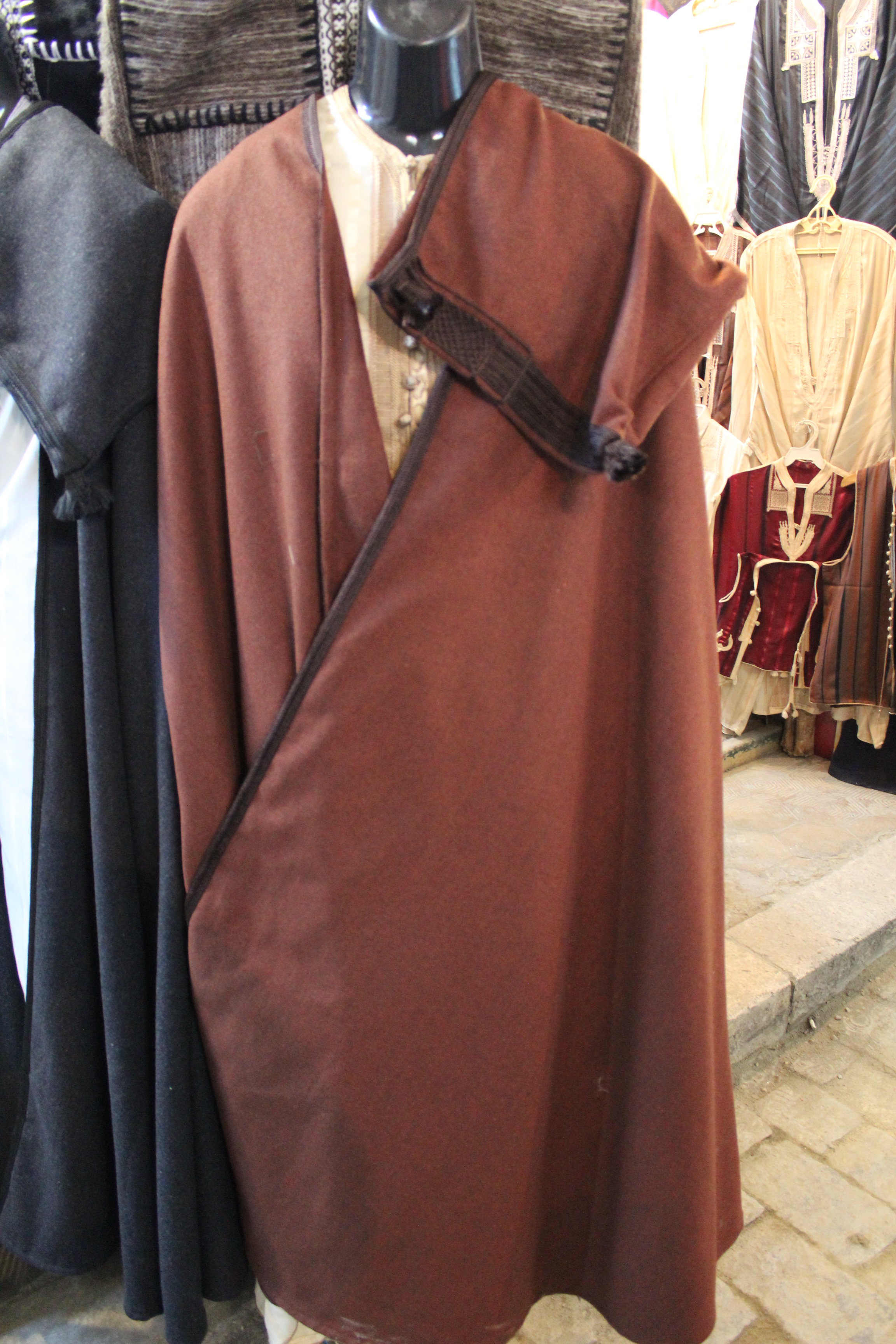
البرنوس زي تقليدي لرجال المغير
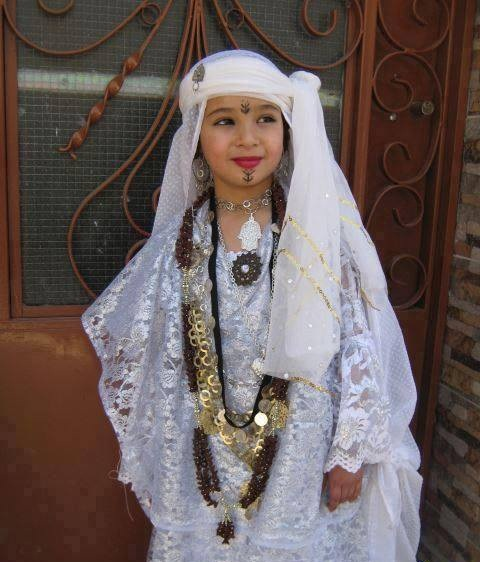
"الملحفة البيضاء" الزي الجزائري العربي لنساء المغير.

### الطعام

#### الأكلات التقليدية
تشتهر المغير كجارتها بسكرة بالشخشوخة والبربوشة والباطوط (الزفيطي) و العديد من الاكلات الأخرى، كما تتميز بأعراس ذات ولائم ضخمة التكاليف ومتنوعة الأطباق.

#### الحلويات
من الحلويات التقليدية المقرود الذي يصنع من الغرس (نوع من التمر)، الغرايف أو كما يسمى البغرير عند المناطق الأخرى للوطن، الرفيس بأنواعه كلها.

## الرياضة بالمغير

### كرة القدم واليد و رياضة الفوفيتنام
تملك المغير فريق لكرة القدم متألق لحد ما من أشبالها يسمى وفاق المغير أنشأ عام 1992 ويكنى بأسود وادي ريغ وفريق كرة اليد للهواة وداد المغير كما احتلت الولاية المراتب الأولى وطنيا في رياضة الفوفيتنام التي اكسبتها شهرة فنية و رياضية.

### صور لأهم أندية كرة القدم واليد ورياضة الكاراتي في ولاية المغير

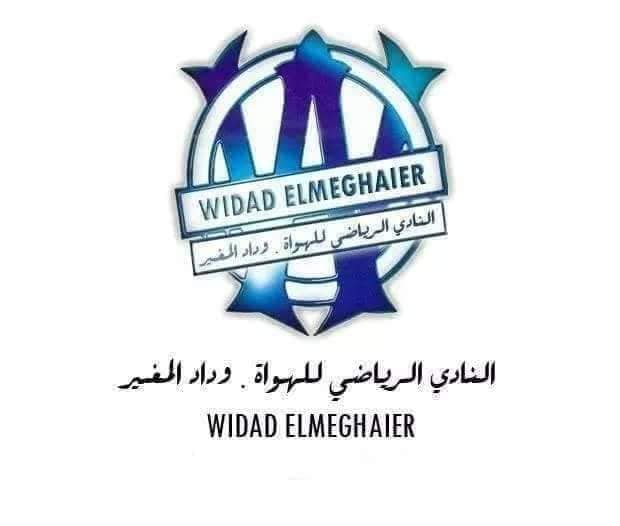
شعار فريق وداد المغير
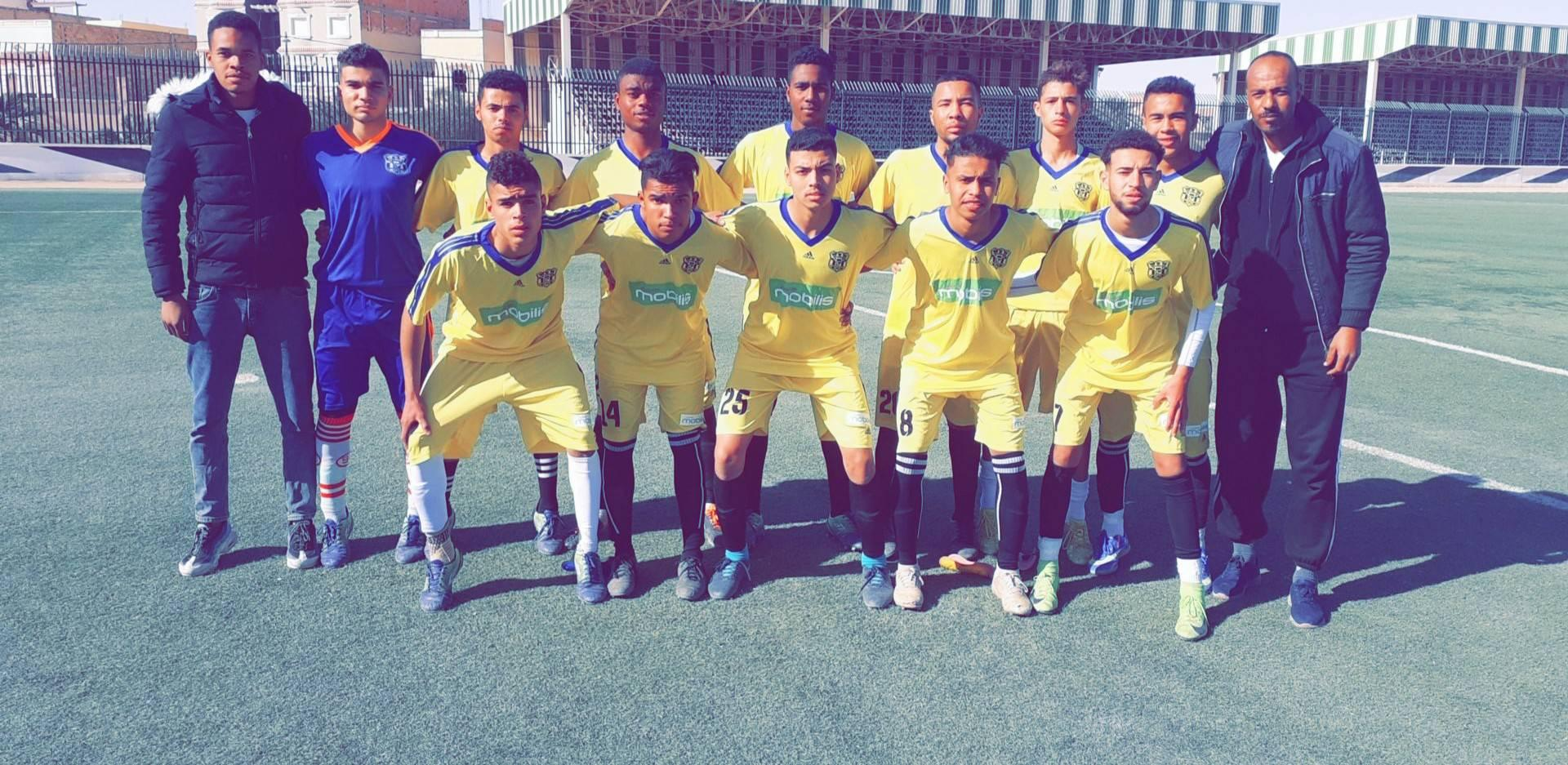
فريق وفاق المغير
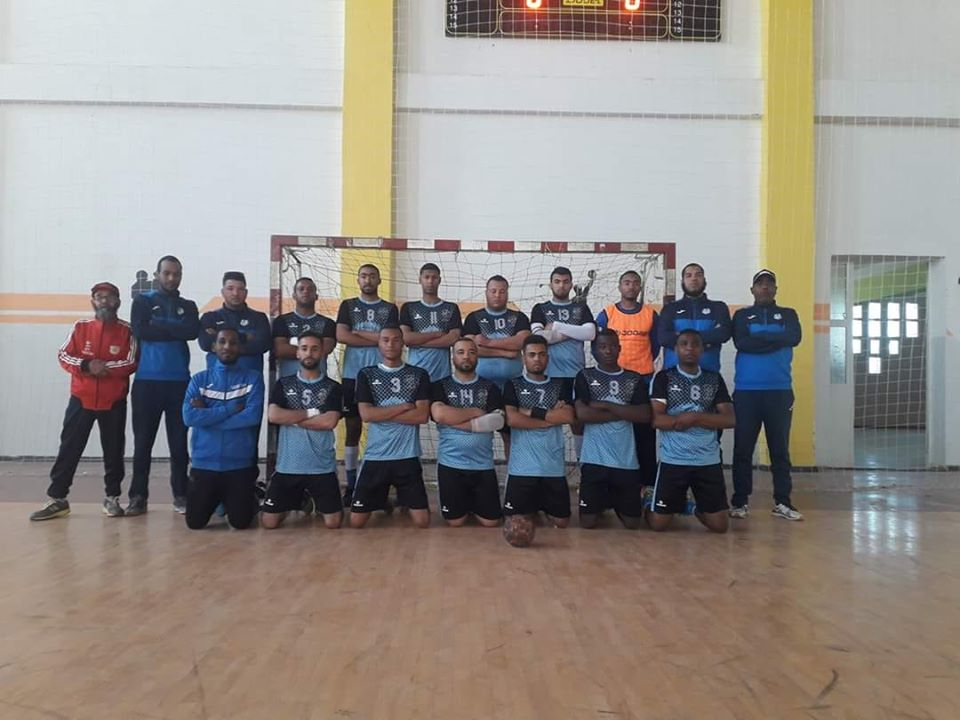
فريق وداد المغير
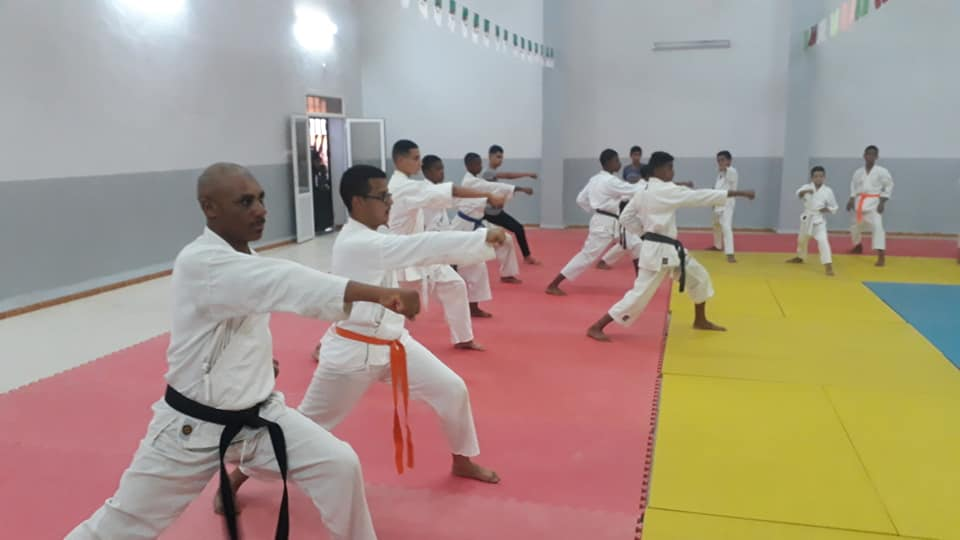
رياضة الكاراتي و الفوفيتنام بالمغير

## المؤهلات السياحية
يعد الجنوب الشرقي بشمال الصحراء مركزا مهما للجذب السياحي بما في ذلك المغير، أولا لأنها جزء من المنطقة الجغرافية “وادي ريغ”، وثانيا لما تتوفر عليه من متاحف طبيعية وتاريخية وثقافية، وكذا مقومات متنوعة يمكن الاستثمار فيها.

### القصور
لا تزال القصور التقليدية شاهدة على الامتداد التاريخي لمنطقة المغير، وبالرغم من اندثار بعضها بسبب العوامل الطبيعية والبشرية مثل قصر “بري نوبة” جنوب بلدية سيدي عمران، وقصر “اسيفاو” في شمال قرية “تمرنة الجديدة”، الا أن ما تبقى منها يعد بمثابة معالم أثرية وسياحية وثقافية تروي للزائر قصة الابداع الفني المعماري.

### جامعة
هي واحدة من أهم المدن السياحية والأثرية القديمة، بها عدة معالم ومواقع، تزينها القصور العتيقة، الواحات النضرة والبحيرات المتلألئة، تعد جامعة همزة وصل بين عدة طرق ومواصلات (خط السكة الحديدية، الطريق الوطني رقم 03).

### وغلانة
تُعد وغلانة أو توغلانت من أقدم حواضر وادي ريغ والأقدم في مدينة جامعة وقصرها هو معلم أثري مصنف كقطاع احتياطي للحفظ يجذب السياح بهندسته وإطلالته على واحة النخيل الجميلة، وقربه من بحيرة لالة الزهرة وبرج سليمان التاريخي.

### تمرنة القديمة
يُوجد في مدينة سيدي عمران وهو مصنف كقطاع محفوظ، شيّد على نمط القصور الصّحراوية فوق ربوة تحيط به واحات النّخيل والأشجار المثمرة، تطبعه هندسة معمارية مبنية من الطوب وجريد النخيل ومواد محلْية، يتميز القصر بتداخل البيوت، المسارات، الالتواءات والمضايق في الطّرقات.

### المعالم الدينية
المساجد العتيقة هي شواهد أثرية ذات عمارة إسلامية مغاربية صحراوية تعدُّ جزء من البنيان المعماري لأهل المنطقة أهمها: مسجد قصر تمرنة، الجامع الأخضر بالمغير، مسجد قصر وغلانة، مجمع رجال الحشان بجامعة.

### الجامع الأخضر بالمغير
وهو عمارة أثرية تمتد لقرون عميقة جسدت الروح الاسلامية و عراقة منطقة المغير، تم بناءه بالطين فقد صنف مؤخرا ضمن العمارة الطينية الأكثر اهتماما بالجزائر فقد جمع بين الفن المغاربي المتميز بالأقواس و الطراز الصحراوي بمنطقة الزيبان، حيث احتضن سابقا توجهات الأئمة لتحفيظ القران و الصلاة و مكان للاصلاح ابان فترة الاستعمار.

### صومعة أم الطيور

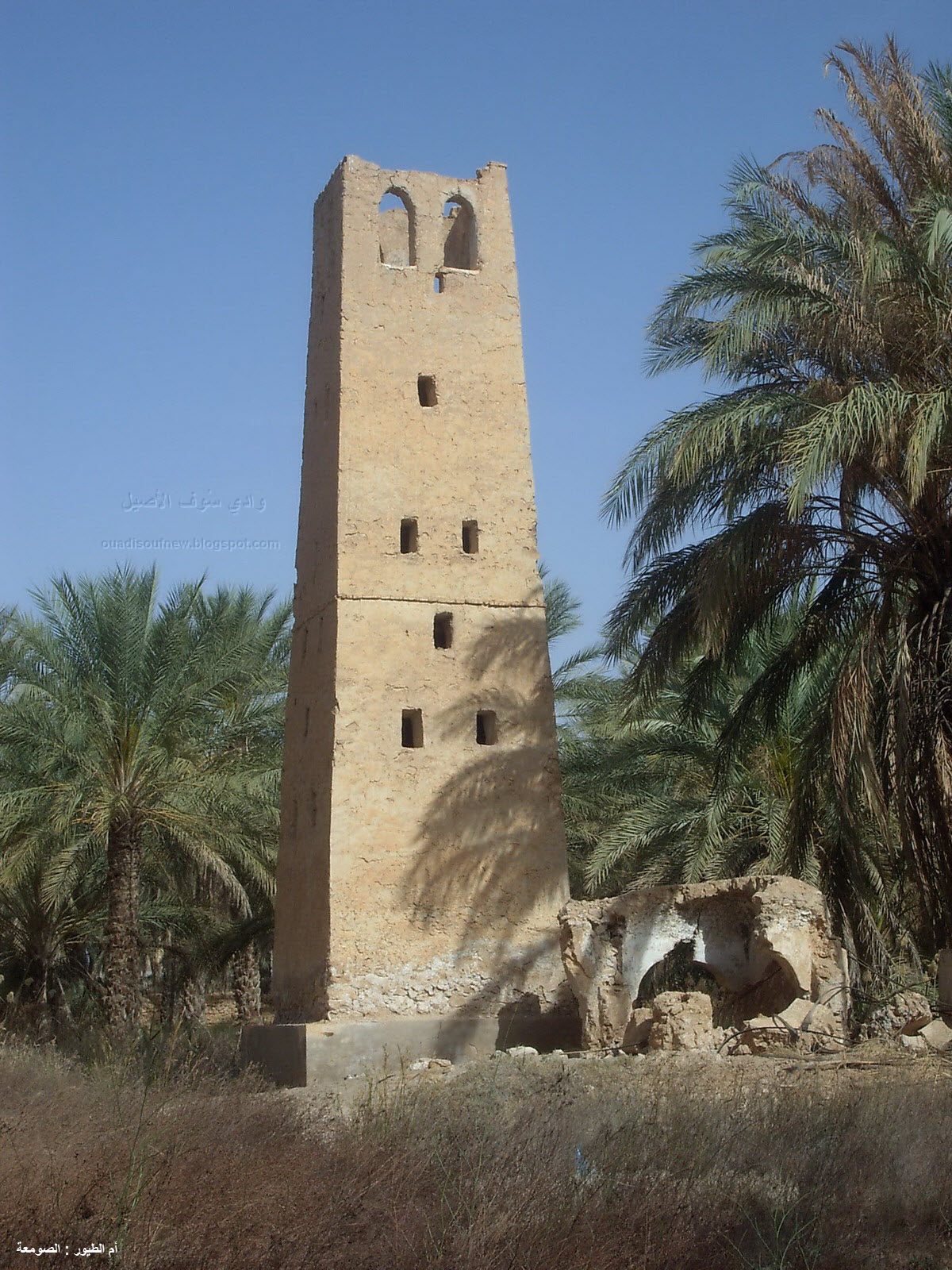
صومعة أم الطيور حضارة و نضال.

تعتبر أم الطيور وجهة سياحية ممتازة تتميز بشعابها الصحراوية المتنوعة التي تجمع بين الأصالة و العراقة و الحفاظ على العادات و التقاليد العربية الفريدة وكذا أطلالها (بيوتها القديمة) الشاهدة على حقبة الاستعمار الفرنسي كالمكاتب الادارية و متحف المجاهد الأثري و الثري بالروح الوطنية و خصوصا واحات نخيلها العريقة و بساتينها الخلابة و أهم ما يميز المنطقة صومعة عيسى سبع التي شيدت منذ زمن بعيد لتبقى راسخة للأجيال على أنها أول لبنة وضعت في المنطقة كعاصمة لأهاليها و رمزا للحضارة و النضال.

## صور من ولاية المغير

### صور من مناطق متعددة من ولاية المغير[9][17]

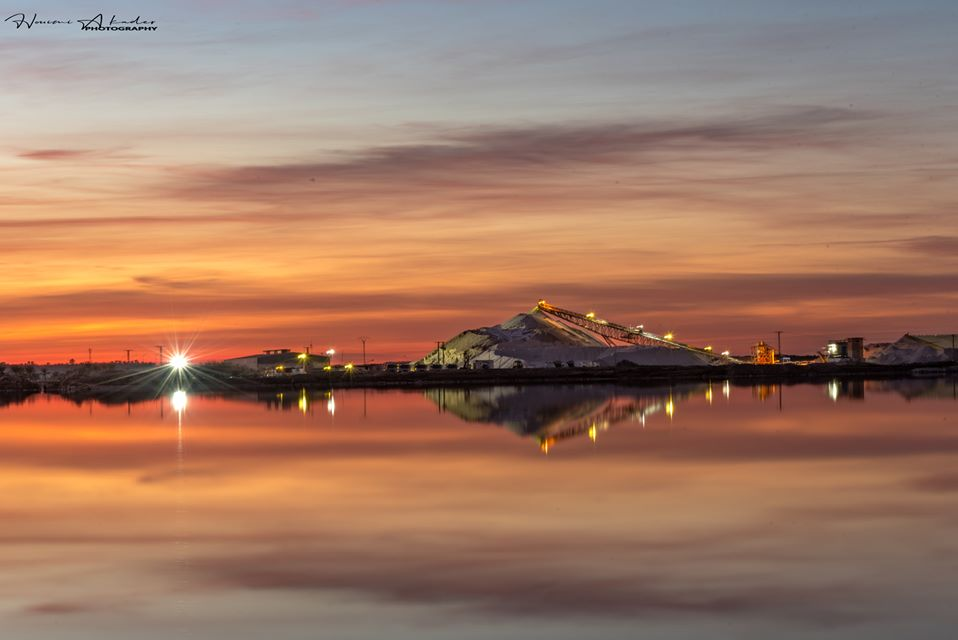
استخراج الملح في الجزائر بولاية المغير
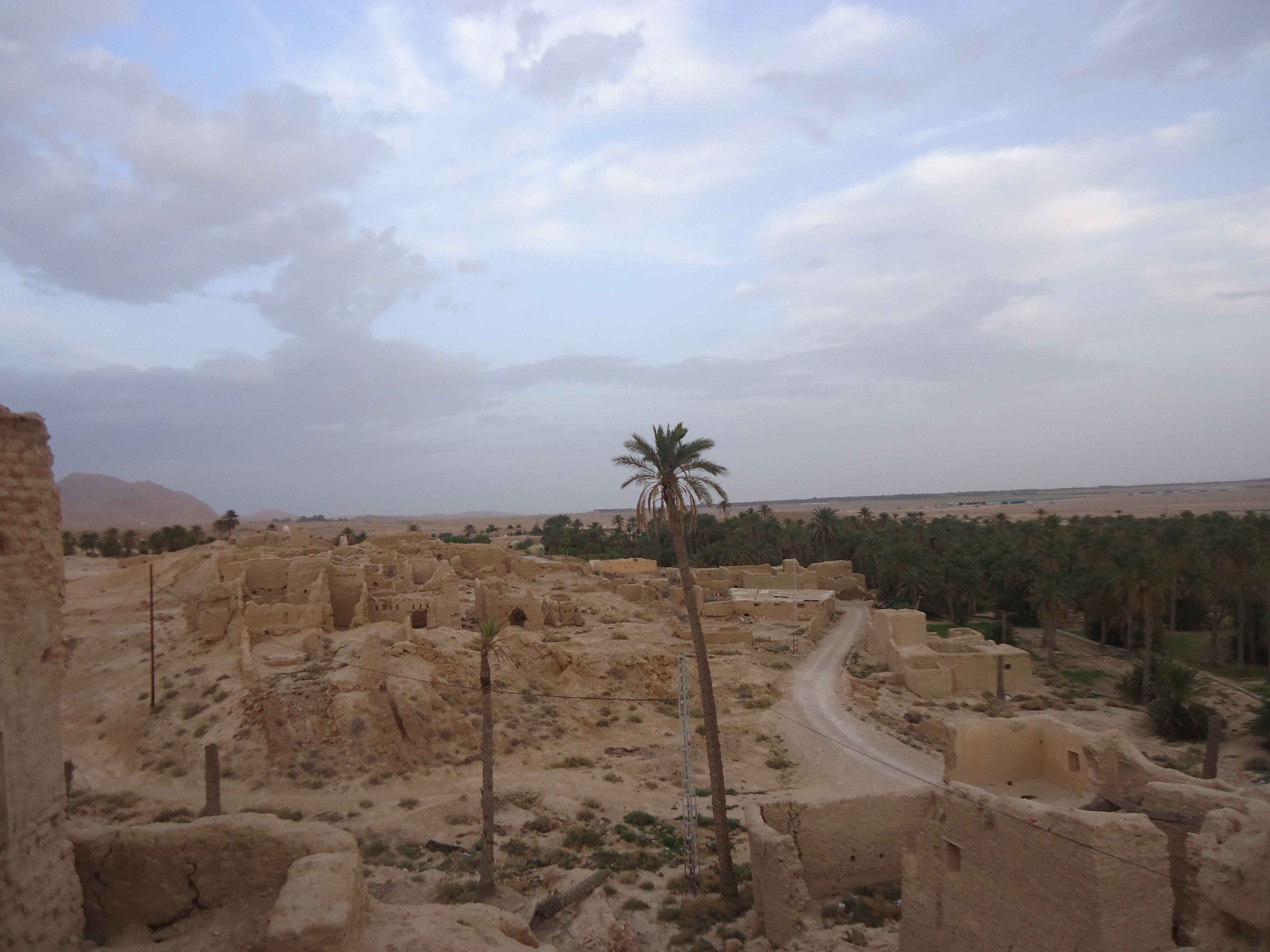
القصر القديم بسيدي خليل
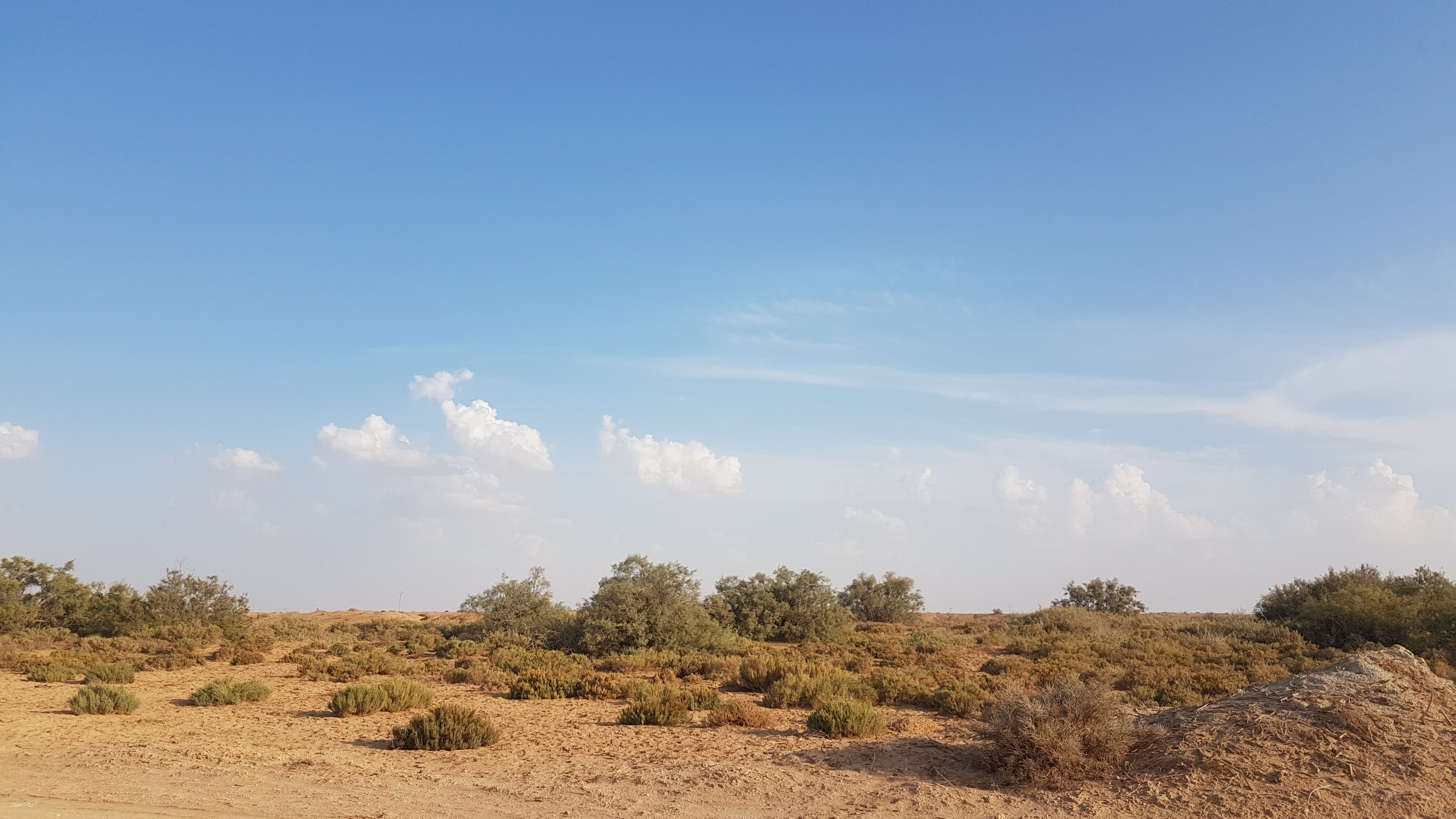
الحياة البرية بصحراء المغير
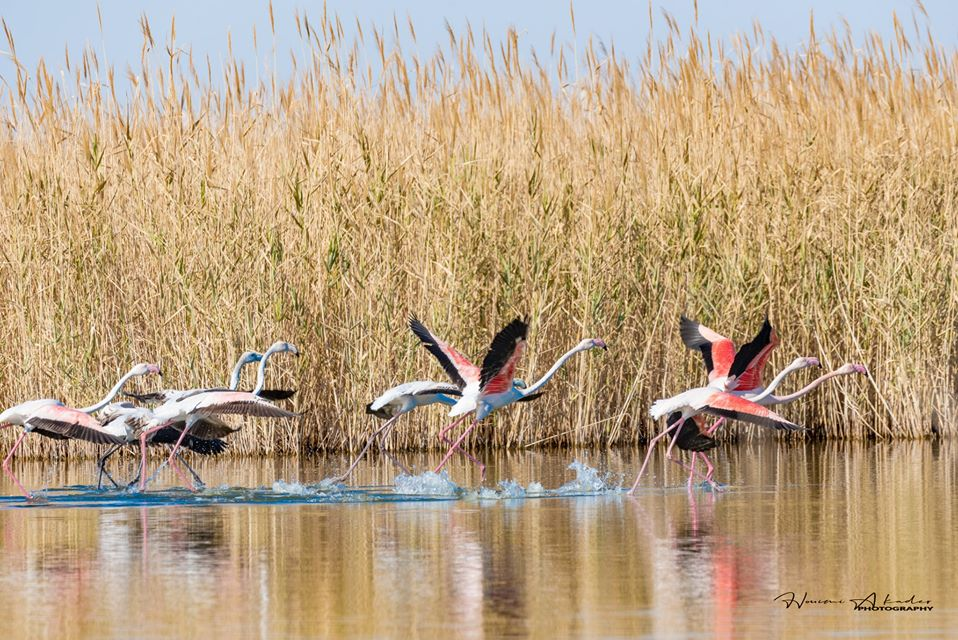
واد حروف دائم الجريان بالمغير

### لوحة فنية للطيور المهاجرة في المغير

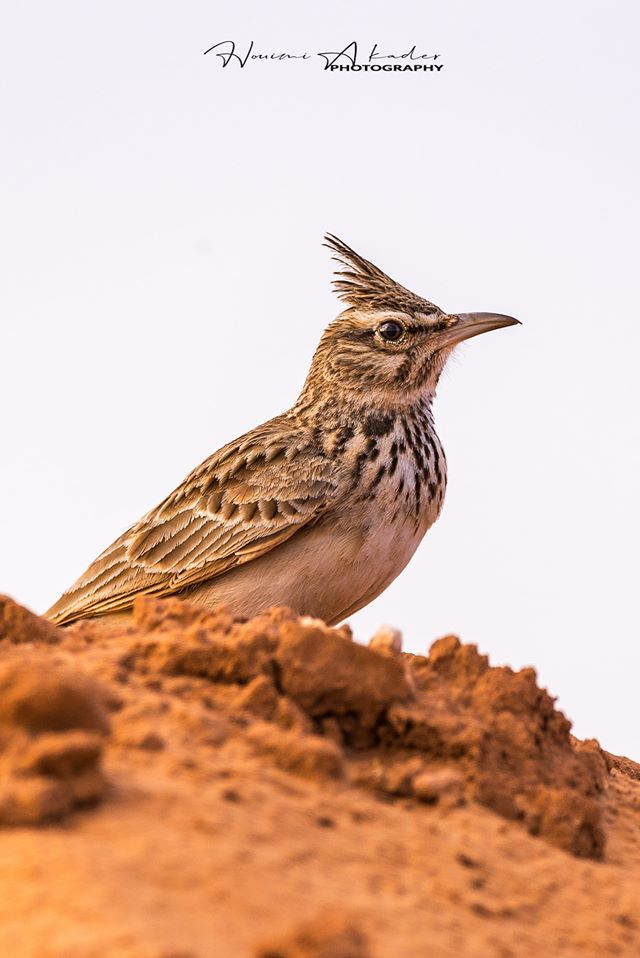
قبرة متوجة
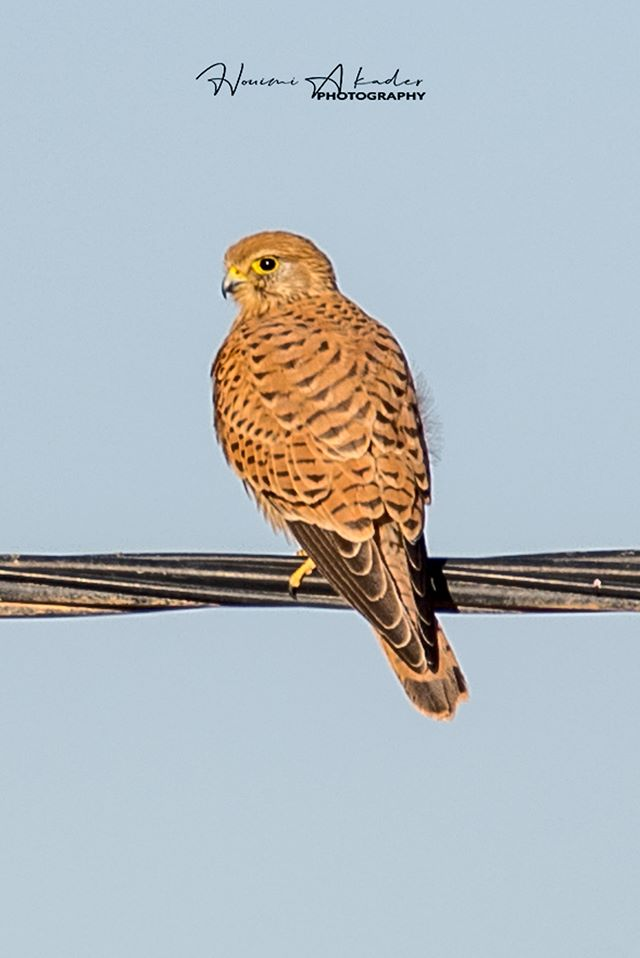
صقر
نقشارة
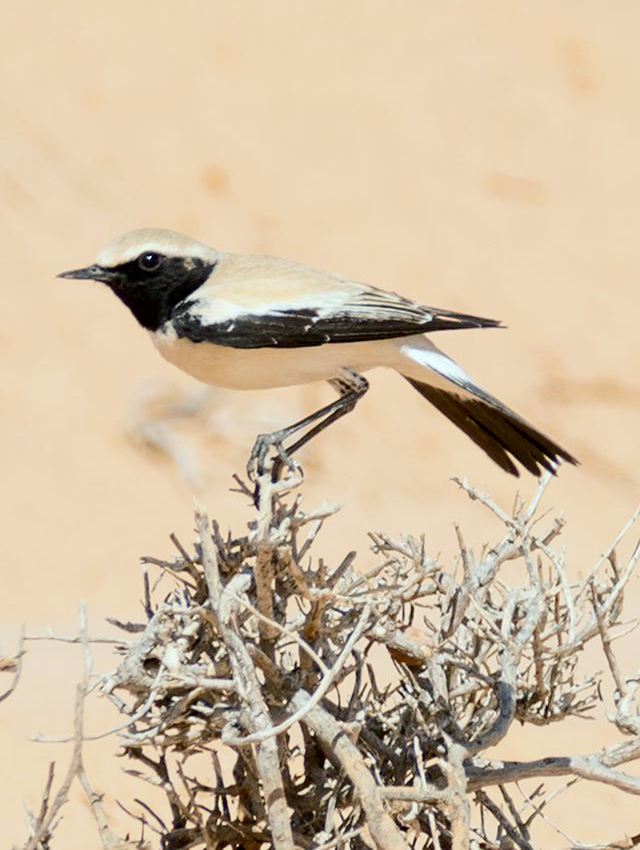
أبلق صحراوي
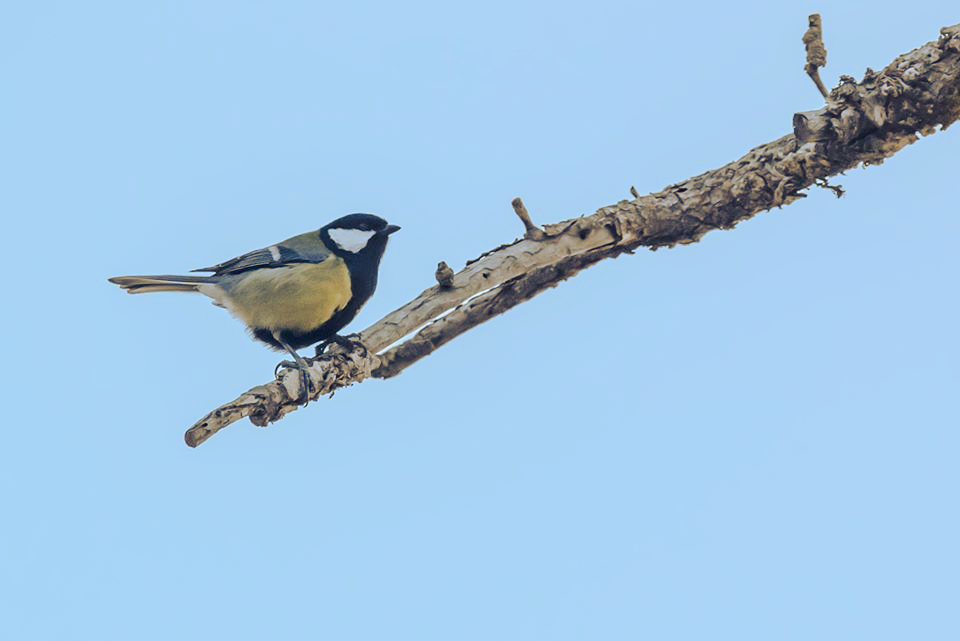
طائر الحداد
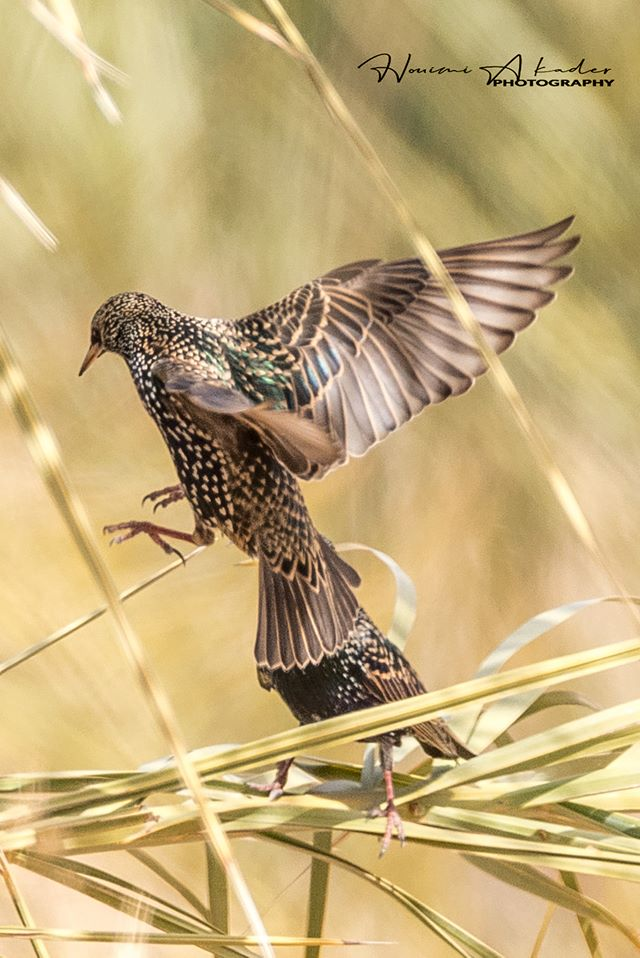
الزرزور
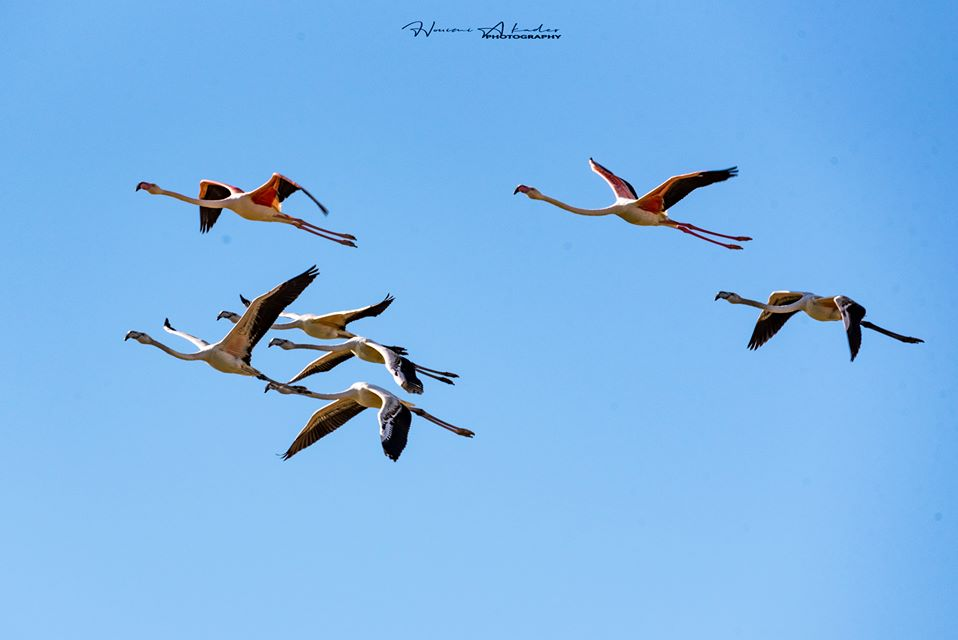
طيور اللقلق
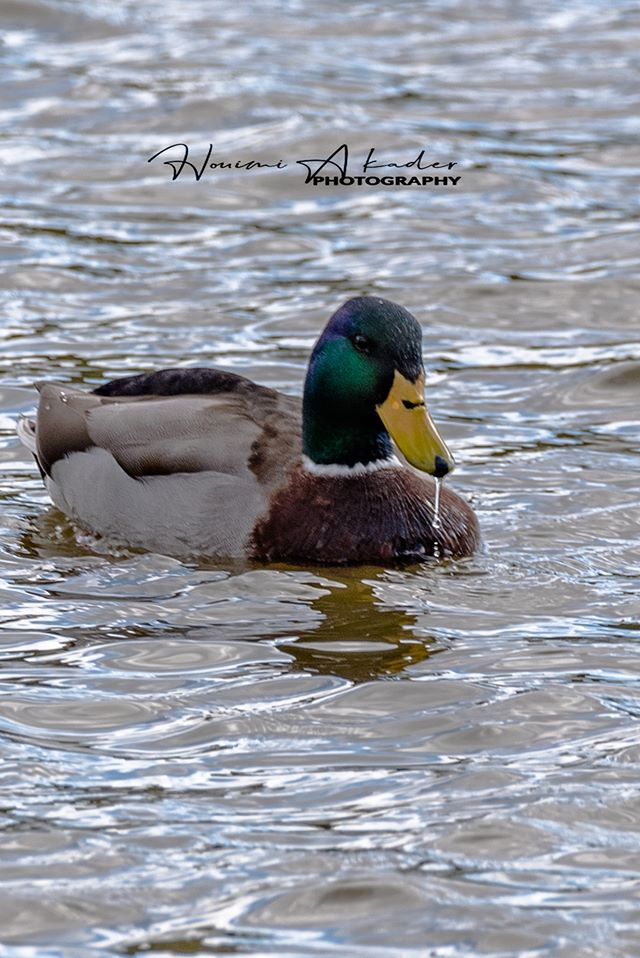
بطة
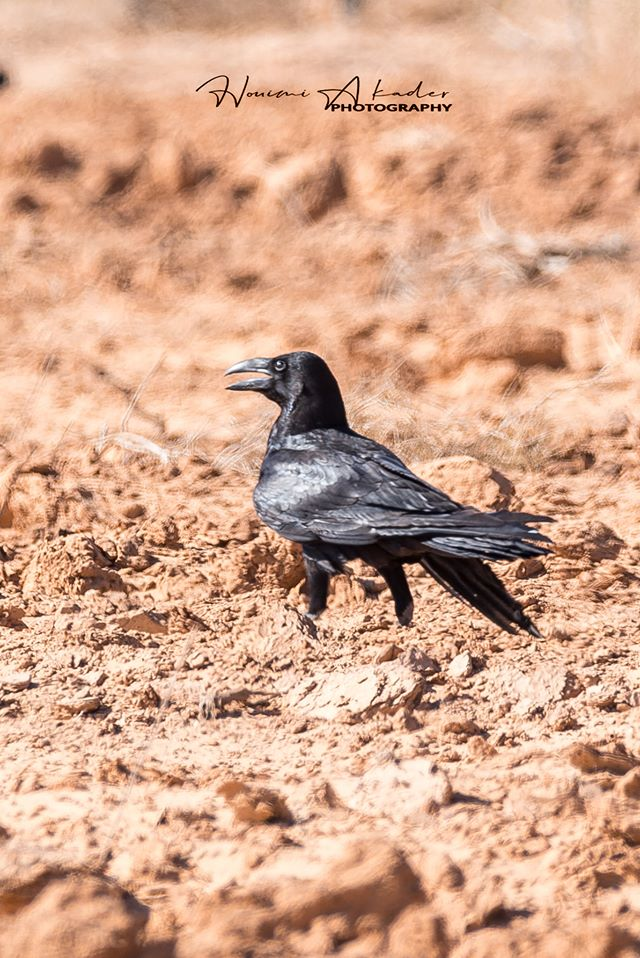
غراب
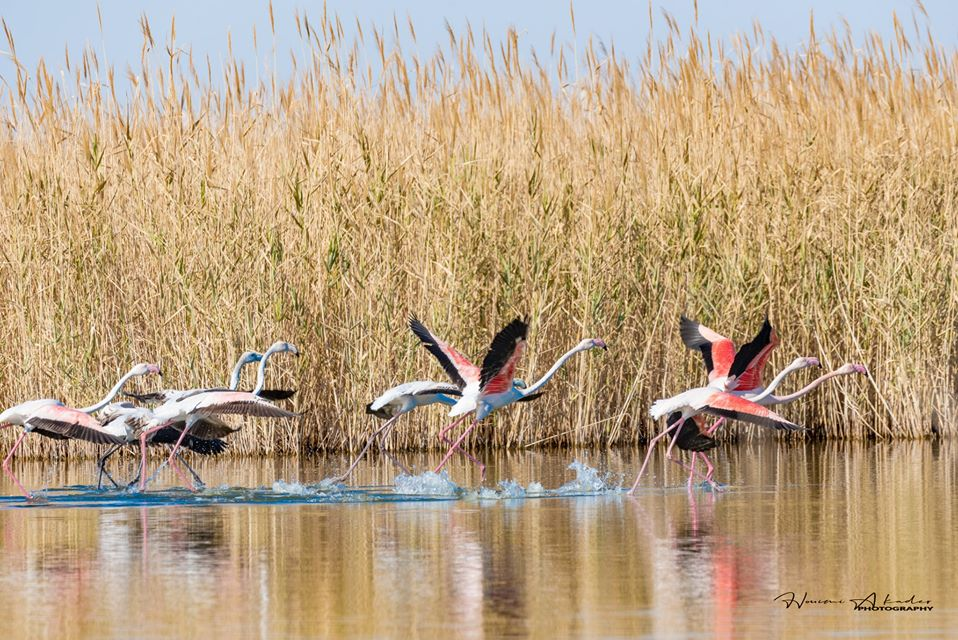
طيور في وادي الخروف
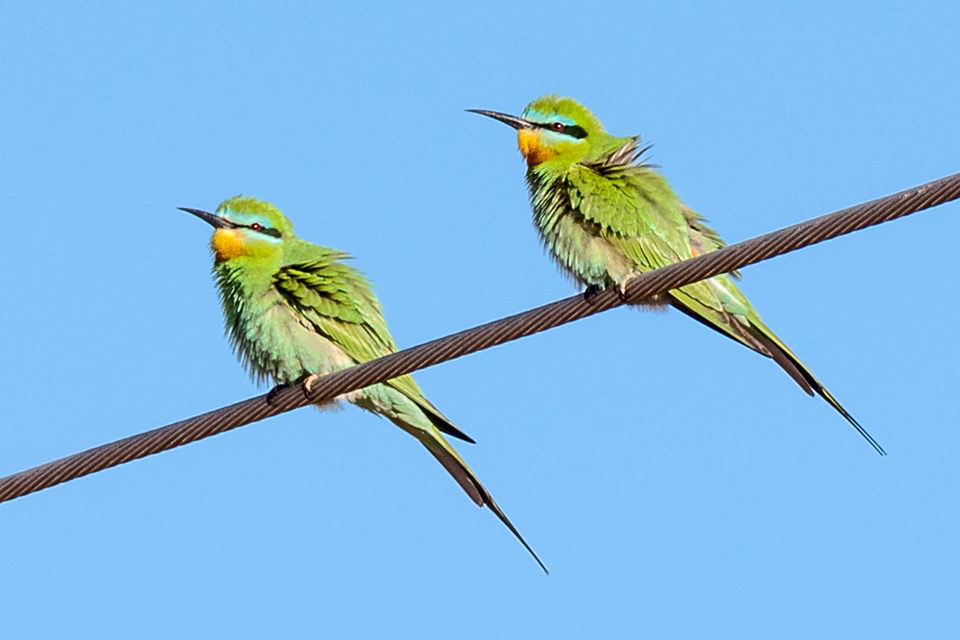
الوروار الفارسي
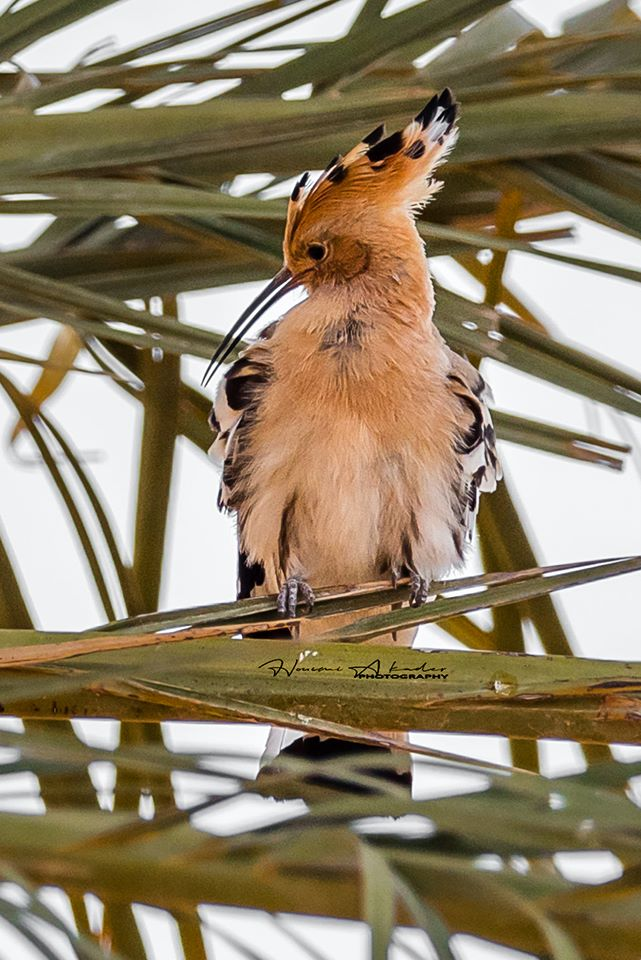
الهدهد
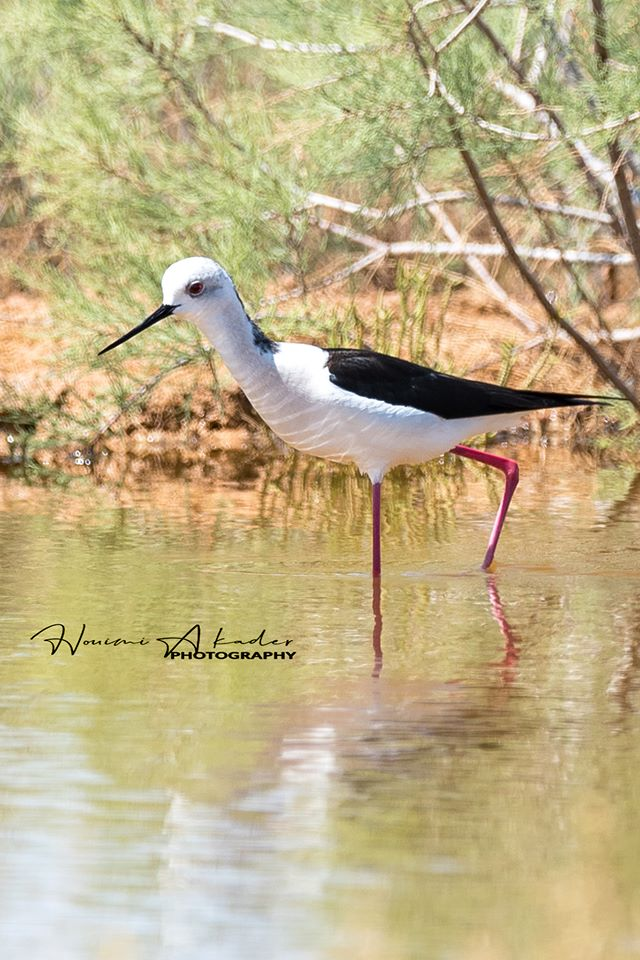
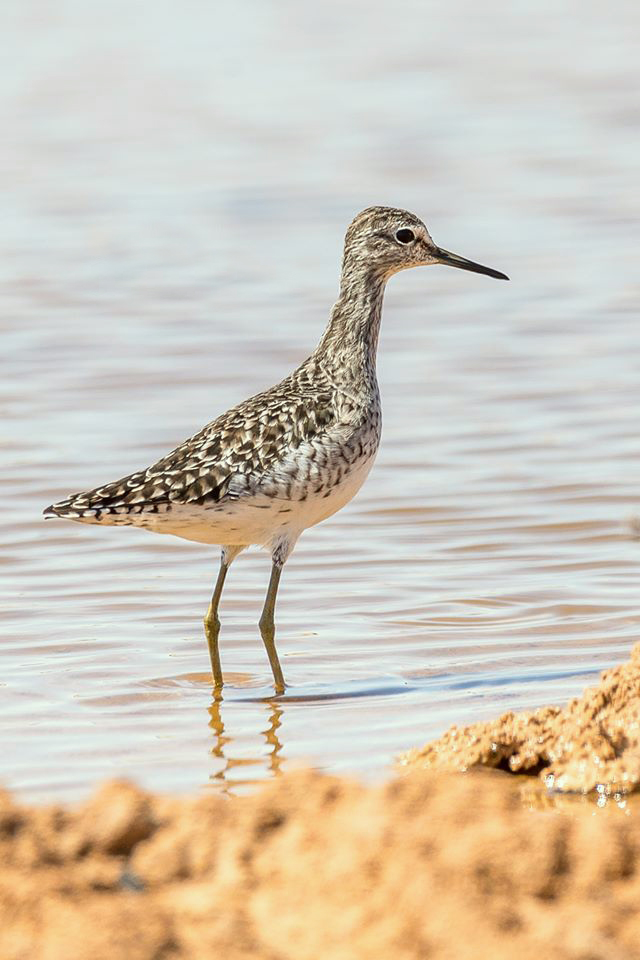
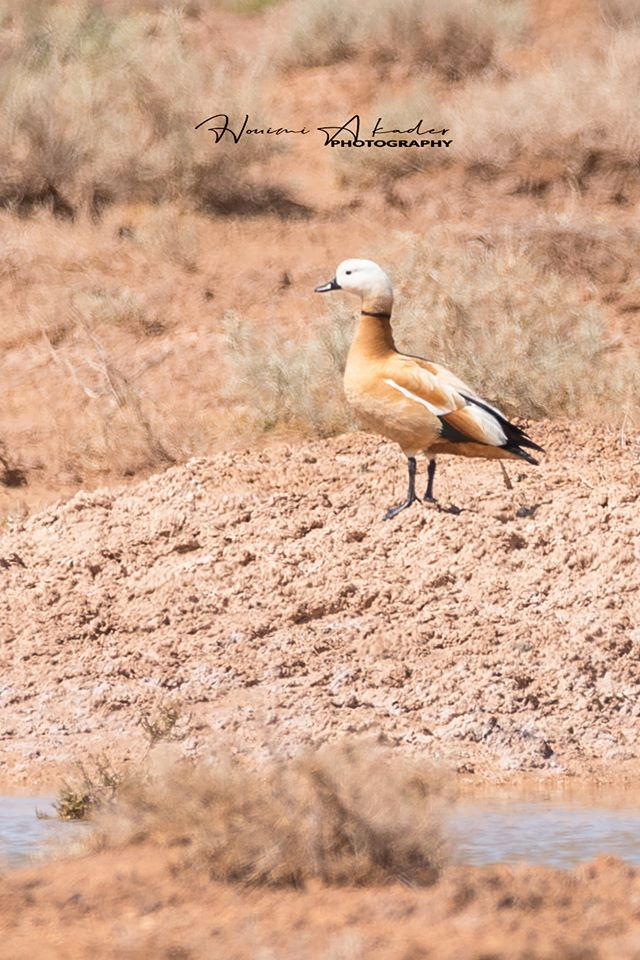
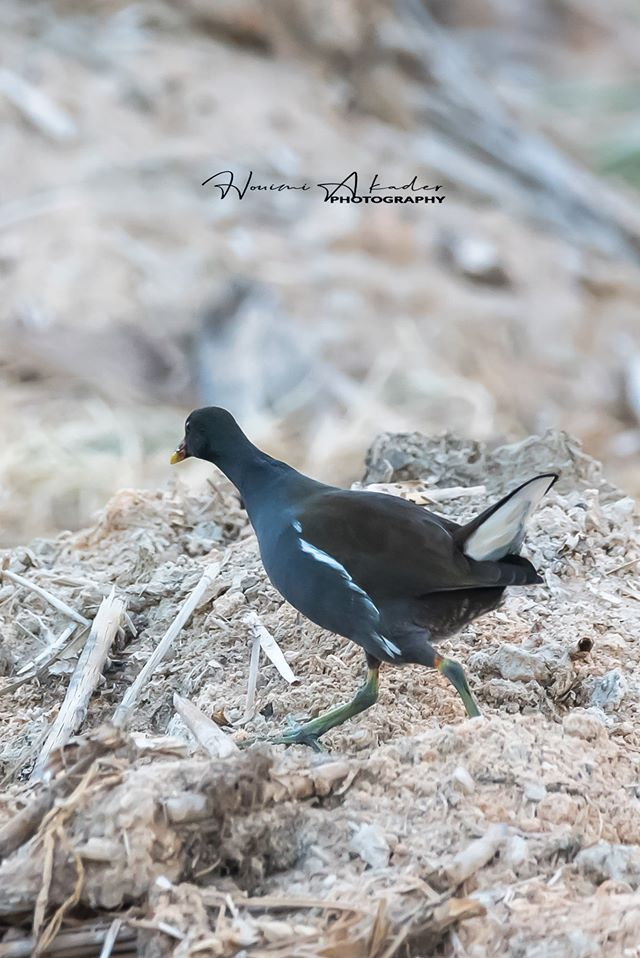
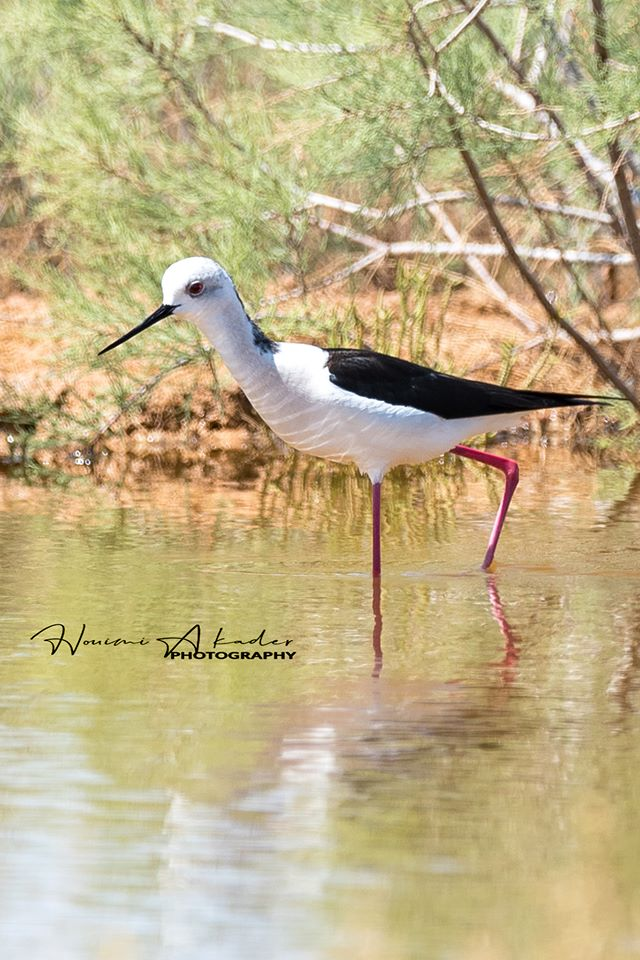
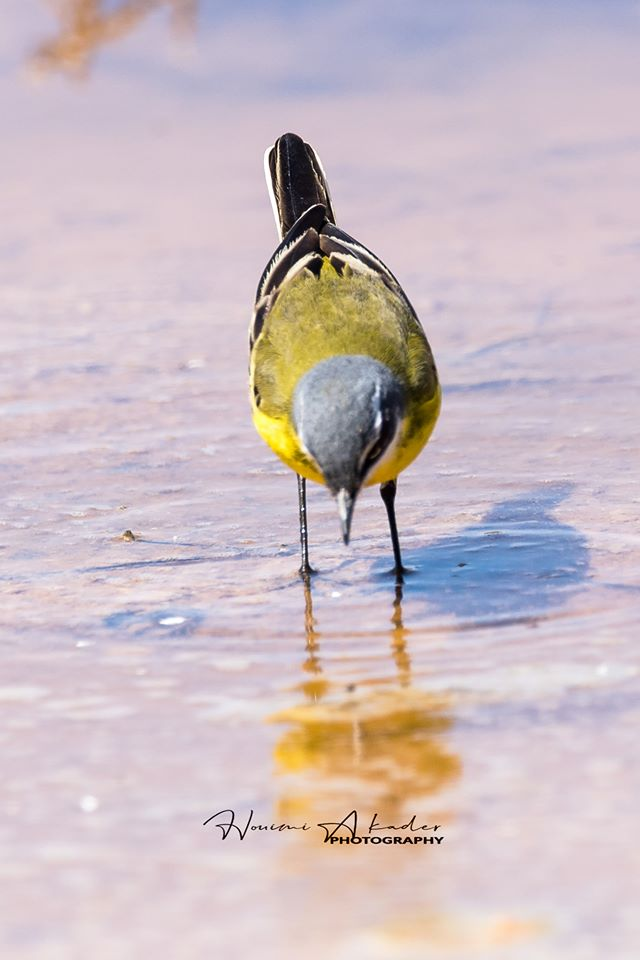
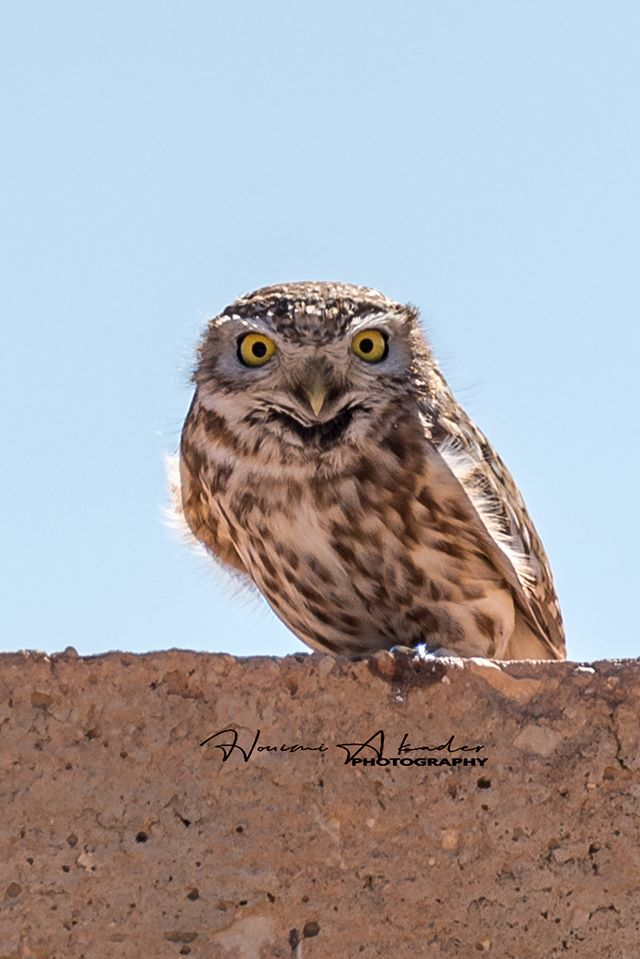
البومة
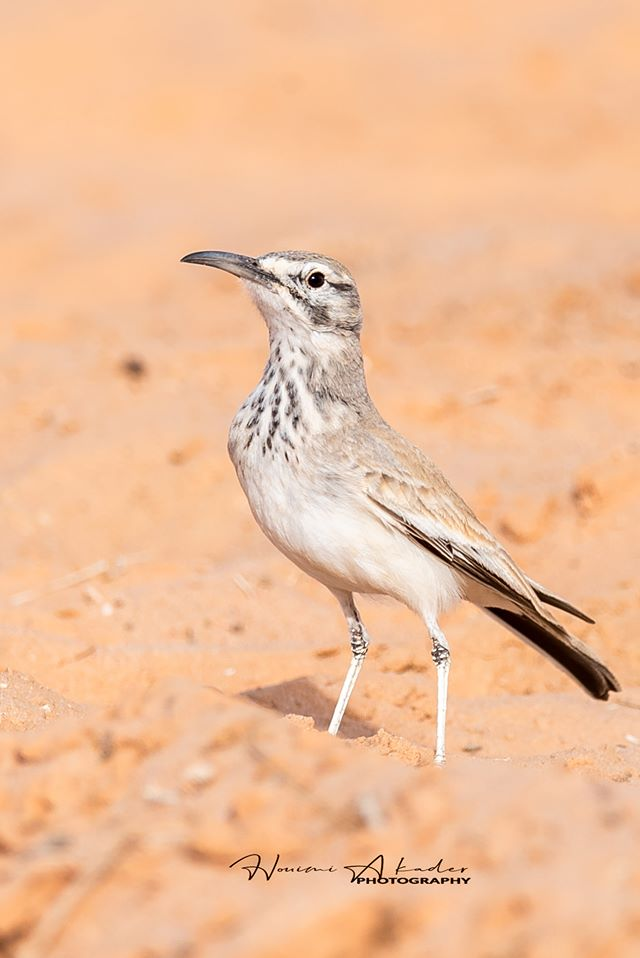
Alaemon alaudipes
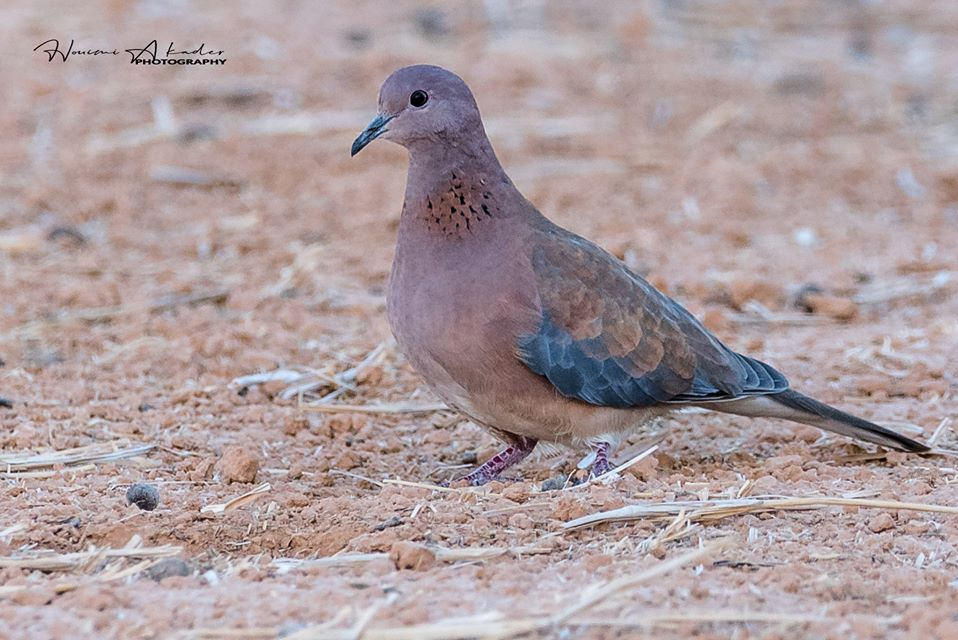
يمامة الغابة
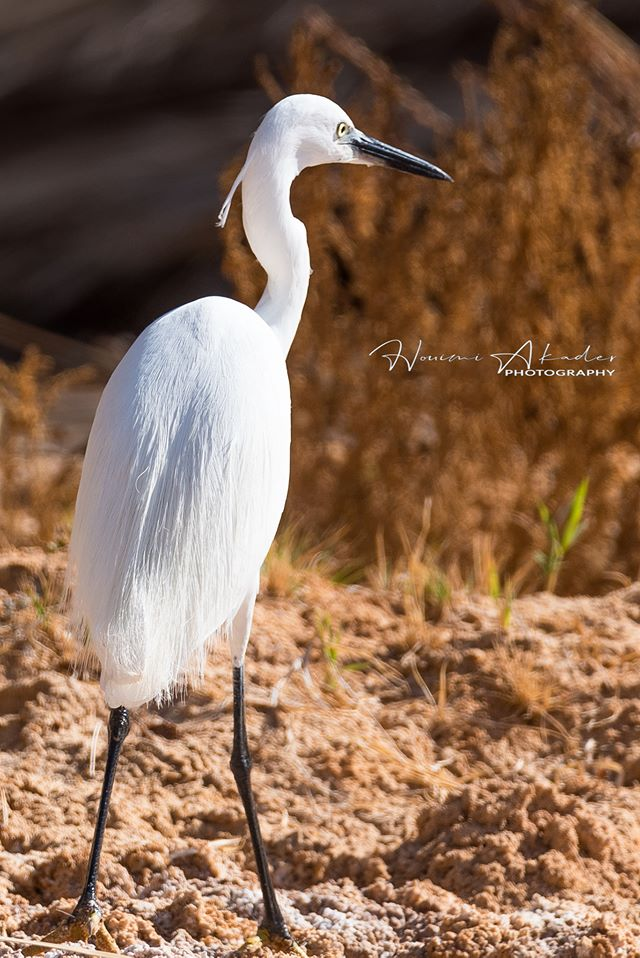
بلشون أبيض صغير
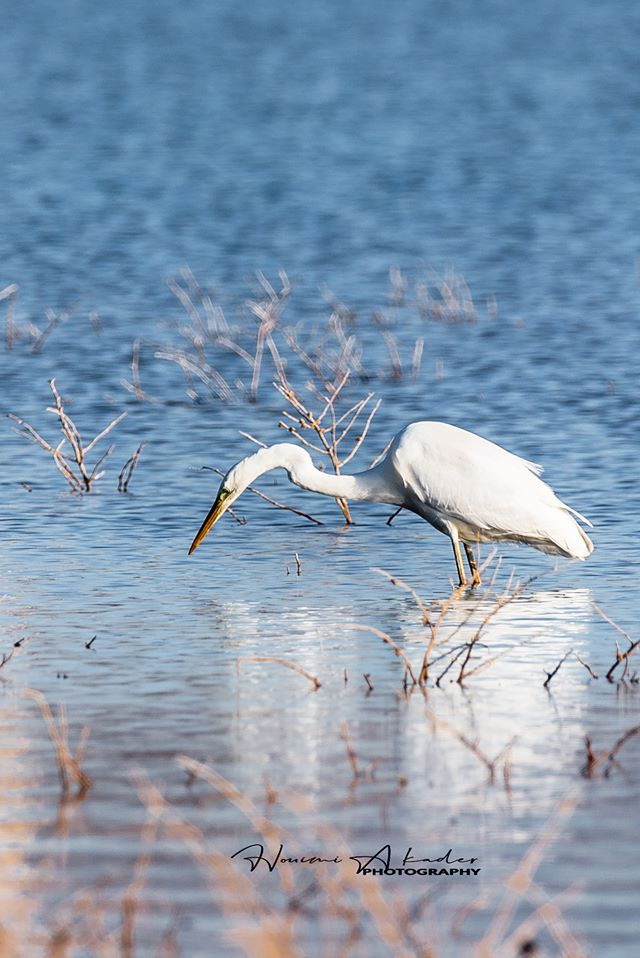
بلشون البقر
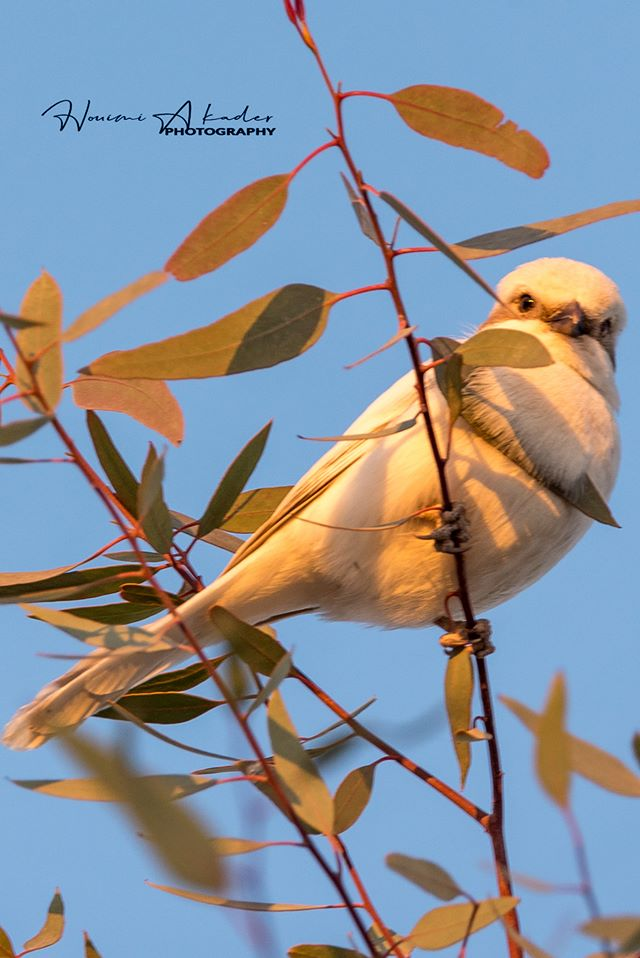
صرد رمادي طافر

## شخصيات
- محمد الصالح باوية طبيب عظام وشاعر ثوري.
- الشيخ العلامة حبه عبد المجيد السلمي المغيري: عالم الأنساب والميراث والفقه.[19][20]
- علي خليل رائد و إمام في الإصلاح الديني.
- ثابت محمد الأزهري إمام خريج مدرسة عبد الحميد بن باديس.[21]
- عبد الرزاق قسوم رئيس جمعية العلماء المسلمين الجزائريين.
- البروفيسور بلقاسم حبة رائد تكنولوجيات الاعلام والاتصال في عالم الإلكترونيك.[22][23]
- البروفيسور نظال قسوم عالم الفلك والفيزياء.[24]
- البروفيسور حرابي عبد الحميد عالم في فيزياء المواد بمانشيستر.[25]
- الدكتور زغيدي محمد لحسن مؤرخ معاصر وأستاذ بجامعة الجزائر[26]
- الموسيقار محمد بوليفة الملحن والمؤلف للعديد من الأناشيد الوطنية والتاريخية المعروفة.

## المناطق الرطبة والإيكولوجية
البحيرات والشطوط تعد من المواقع الطبيعية والسياحية الجذابة التي تتخل تضاريس المنطقة لتبدو في انسجام وتناغم، يمكن استغلالها في السياحة الإيكولوجية والعلمية لوجود نباتات وطيور متنوعة الأصناف، كما أنها مكان للترفيه والتسلية، ندعوكم لزيارة:
- بحيرة عياطة ببلدية سيدي عمران المصنفة ضمن اتفاقية رامسار للمناطق الرطبة.
- بحيرة لالة الزهرة بوغلانة شرق مدينة جامعة.
- واد خروف الواقع بعين الشيخ ببلدية سيدي خليل.
- بحيرة سيدي خليل.
- شط مروان في نسيغة ببلدية المغير.

## تاريخ منطقة المغير في ثورة الجزائرية من 1954-1962م
تميزت المنطقة بأحداث مهمة وتاريخ حافل تحت لواء الولاية السادسة التاريخية بسكرة فقد لقبت المغير بالولاية المجاهدة والزيبان الصغرى لما جرى فيها من معارك مع الاستعمار الفرنسي. وقدمت أقرب بلدياتها وأكبرها أم الطيور الملقبة بالأوراس الصغرى أزيد من 420 شهيدا منهم من استشهد بمنطقة المغير ومنهم من أستشهد خارجها في وادي العثمانية بقسنطينة وبوسعادة واريس وباتنة فكانت أم الطيور وقت الثورة رائدة لمنطقة المغير بتوسعها الجغرافي الكبير الذي لاح أطرافه حتى حدود مدينة أولاد جلال وضمها لمعظم المداشر و كانت أثناء الثورة التحريرية عاصمة المنطقة. قدمت منطقة المغير مع أم الطيور أكثر من 22 معركة منتشرة عبر كامل تراب ولاية المغير منها:
- معركة زريق
- معركة المدرق
- معركة الكهف المقعور
- معركة الخزانة
- معركة المقصبة
- معركة الشحمي
- معركة الأبرق
- معركة المحجز
- معركة الضليعة
- معركة سيدي خليل
- معركة الواعر
- معركة قرداش
- معركة القويرة
- معركة الحبشي
- معركة المدرونة
- معركة المجير
- معركة السخونة
- معركة بالرياطة
- معركة النبش
- معركة عين الشيخ
- معركة الطرفاية
- معركة العانات

## بعض شهداء المنطقة
من شهداء منطقة المغير الذين ضحوا بالنفس والنفيس من أجل الحرية والحفاظ على مقومات العروبة والٳسلام للجزائر، منهم الرجال والنساء مرتبون حسب الأحرف كالتالي (اللقب والاسم والأب) وهم ˸

### (أ)
- الشهيد البار أحمد بن عيسى
- الشهيد البار عيسى بن مصطفى
- الشهيد البار محمد بن الحاج
- الشهيد الحاج الكاس
- الشهيد الزاوي موسى بن البشير
- الشهيد الشارف بحري بن عروس
- الشهيد الشارف محمد بن عروس
- الشهيد الصولي الشريف بن محمد
- الشهيد العابد النوي
- الشهيد العابد بوزيد بن مسلم
- الشهيد العميوش محمد بن فرحات
- الشهيد العياضي جموعي بن لخضر

### (ب)
- الشهيد بالشراير محمد بن أمحمد
- الشهيد بالصافي عيسى بن عبد الرحمان
- الشهيد بالعيد محمد بن بلقاسم
- الشهيد برمكي عيسى بن التابعي
- الشهيد بريق العيد بن عبد الرحمان
- الشهيد بريق شريف بن معمر
- الشهيد بلمهدي محمد بن مصباح
- الشهيد بن ثامر السعيد بن علي
- الشهيد بن حرزالله عبد المجيد بن محمد
- الشهيد بن عدي محمد بن العيد
- الشهيد بن علي محمد بن عيسى
- الشهيد بوذراع بلقاسم بن علي
- الشهيد بوزقاق أحمد

### (ت)
- الشهيد تقار بريق بن عبد الرحمان
- الشهيد تقار بشير بن عبد الرحمان
- الشهيد تقار سعد بن ناصر
- الشهيد تلي محمد بن لخضر

### (ج)
- الشهيد جحيش بوزيد بن السعيد
- الشهيد جروني رابح بن محمد
- الشهيد جروني عيسى بن أحمد
- الشهيد جريبيع الصيفي بن يزيد
- الشهيد جريبيع الطاهر بن سعد
- الشهيد جريبيع العيد
- الشهيد جريبيع عمر بن إبراهيم
- الشهيد جريبيع عمر بن عبد الرحمان
- الشهيد جريبيع محمد
- الشهيد جريبيع نور الدين
- الشهيد جلال سليمان بن محمد
- الشهيد جلال عمر بن رقابي
- الشهيد جلال مسعود بن مختار
- الشهيد جودي أحمد بن علي
- الشهيد جابو عبد الرحمان

### (ح)
- الشهيد حسينات النوي بن علي
- الشهيد حمودي محمد بن زيدان
- الشهيد حميه محمد بن رمضان
- الشهيد حوشي السعيد بن علي

### (خ)
- الشهيد خالدي عيسى بن محمد
- الشهيد خريس دربال بن حسين
- الشهيد خضراوي عيسى بن اللموشي
- الشهيد خليفي أحمد بن بلقاسم
- الشهيد خليفي بشير بن ساعد
- الشهيد خيراني السعيد بن الحاج

### (د)
- الشهيد دباخ أحمد بن تلي
- الشهيد دباخ أحمد بن عيسى
- الشهيد دباخ أحمد بن محمد
- الشهيد دباخ أحمد بن محمد 2
- الشهيد دباخ السعيد بن إبراهيم
- الشهيد دباخ الطاهر بن ساعد
- الشهيد دباخ علي بن عمر
- الشهيد دباخ محمد بن ناجي
- الشهيد دباخ مصطفى بن محمد
- الشهيد دقعة علي

### (ر) (ز)
- الشهيد ربيح عمار بن محمد
- الشهيد رفاس الدراجي بن العطوي
- الشهيد رقيعي أحمد بن لعجال
- الشهيد رمولي الجموعي بن محمد
- الشهيد ريزوق أحمد بن محمد
- الشهيد ريزوق العيد بن ميلود
- الشهيد زغاد محمد بن بوزيد

### (س)
- الشهيد سبع رمضان بن أحمد
- الشهيد سبع مبارك بن إبراهيم
- الشهيد سبع السبتي
- الشهيد سعود الصادق بن العيد
- الشهيد سعود عثمان بن الطاهر
- الشهيد سليماني الشريف بن عمر
- الشهيد سماري إبراهيم بن محمد
- الشهيد سوالمي إبراهيم بن موسى
- الشهيد سوالمي علي بن حسين

### (ش) (ص)
- الشهيد شهرة إبراهيم بن علي
- الشهيد شهرة عمار بن محمد
- الشهيد شهرة محمد بن عمار
- الشهيد شهرة موسى بن عمار
- الشهيد صغيرة عمر بن عمار

### (ع)
- الشهيد عبيد مروش بن عبد المجيد
- الشهيد عرعار بورحلة بن عمر
- الشهيد عفيصة الحاج بوعامر
- الشهيد عفيصة الدراجي
- الشهيد عفيصة بوشيبة
- الشهيد عماري العيد بن الصحراوي
- الشهيد عماري منصور بن رمضان

### (ف)
- الشهيد فرطاس أحمد بن رمضان
- الشهيد فرطاس الزاوي بن بلقاسم
- الشهيد فرطاس بوناب بن عبد الرحمان
- الشهيد فرطاس عمار بن الدراجي
- الشهيد فرطاس غربي بن بوبكر

### (ق)
- الشهيد قحشم صالح بن أحمد
- الشهيد قطار مسعود بن عبد القادر
- الشهيد قيدوس أحمد
- الشهيد قيطون مخلوف بن العقبي
- الشهيد قسوم عمر

### (ك)
- الشهيد كحيل أحمد بن بوعافية
- الشهيد كحيل عبد الرحمان بن محمد
- الشهيد كرداس خليل
- الشهيد كرميش أحمد بن قويدر

### (ل)
- الشهيد لعموري بوفاتح بن محمد
- الشهيد لعموري محمد بن بلقاسم
- الشهيد لهرم محمد بن موسى

### (م)
- الشهيد محامدي محمود
- الشهيد مختاري إبراهيم بن أحمد
- الشهيد مشحاط عيسى
- الشهيد منسولي صدراتي
- الشهيد مسعودي بلقاسم

### (هـ) (و)
- الشهيد هبال محمد بن لخضر
- الشهيد وطواط عبد الله بن سعود

### النساء الشهيدات
- الشهيدة جروني خضرة بنت علي
- الشهيدة رحماني أم الخير بنت التهامي
- الشهيدة لعموري جميلة بنت دريدي
- الشهيدة بن قدور الزهرة بنت مبروك